# Mogulreich
Das Mogulreich war ein von 1526 bis 1858 auf dem indischen Subkontinent bestehender Staat. Das Kernland des Reiches lag in der nordindischen Indus-Ganges-Ebene um die Städte Delhi, Agra und Lahore. Auf dem Höhepunkt seiner Macht am Ende des 17. Jahrhunderts umfasste das Mogulreich fast den gesamten Subkontinent und Teile des heutigen Afghanistans. Auf 3,2 Mio. Quadratkilometern lebten zwischen 100 und 150 Mio. Menschen. Für das Jahr 1700 wurde sein Anteil an der Weltbevölkerung auf ca. 29 Prozent geschätzt.
Die muslimischen Herrscher werden heute im Deutschen als „Mogul“, „Großmogul“ oder „Mogulkaiser“ bezeichnet. Ähnliche Bezeichnungen finden sich auch in anderen, vor allem westlichen Sprachen. In der Staats- und Hofsprache Persisch, das die ursprüngliche Muttersprache der Moguln – das Tschagataische, eine osttürkische Sprache – abgelöst hatte, lautete der Herrschertitel Padischah (پادشاه, DMG pād(i)šāh). Er war dem Titel eines Kaisers vergleichbar.
Der erste Großmogul Babur (reg. 1526–1530), ein aus Zentralasien stammender Fürst der Timuriden-Dynastie, eroberte, ausgehend vom Gebiet der heutigen Staaten Usbekistan und Afghanistan, das Sultanat von Delhi. Als bedeutendster Mogulherrscher gilt Akbar (reg. 1556–1605), der das Reich militärisch, politisch und wirtschaftlich festigte. Unter Aurangzeb (reg. 1658–1707) erfuhr das Imperium der Moguln seine größte territoriale Ausdehnung. Es wurde aber durch die territoriale Expansion finanziell und militärisch derart überdehnt, dass es im Laufe des 18. Jahrhunderts zu einer Regionalmacht im politischen Gefüge Indiens herabsank.
Schwere militärische Niederlagen gegen die Marathen, Perser, Afghanen, Briten und der Abfall von Vasallen, wie des Hauses Nizam, als auch innere dynastische Machtkämpfe zur Erlangung einer Herrschaft sowie die Verschärfung der religiösen Gegensätze im Inland zwischen der islamischen „Herrscherkaste“ und der unterworfenen Mehrheitsbevölkerung der bäuerlichen Hindus, beschleunigten seinen Abstieg zusätzlich. 1858 wurde der letzte Großmogul von Delhi von den Briten abgesetzt. Sein Territorium ging in Britisch-Indien auf.
Der Nachwelt erhalten geblieben sind reiche Zeugnisse einer von persischen und indischen Künstlern geprägten Architektur, Malerei und Dichtung.

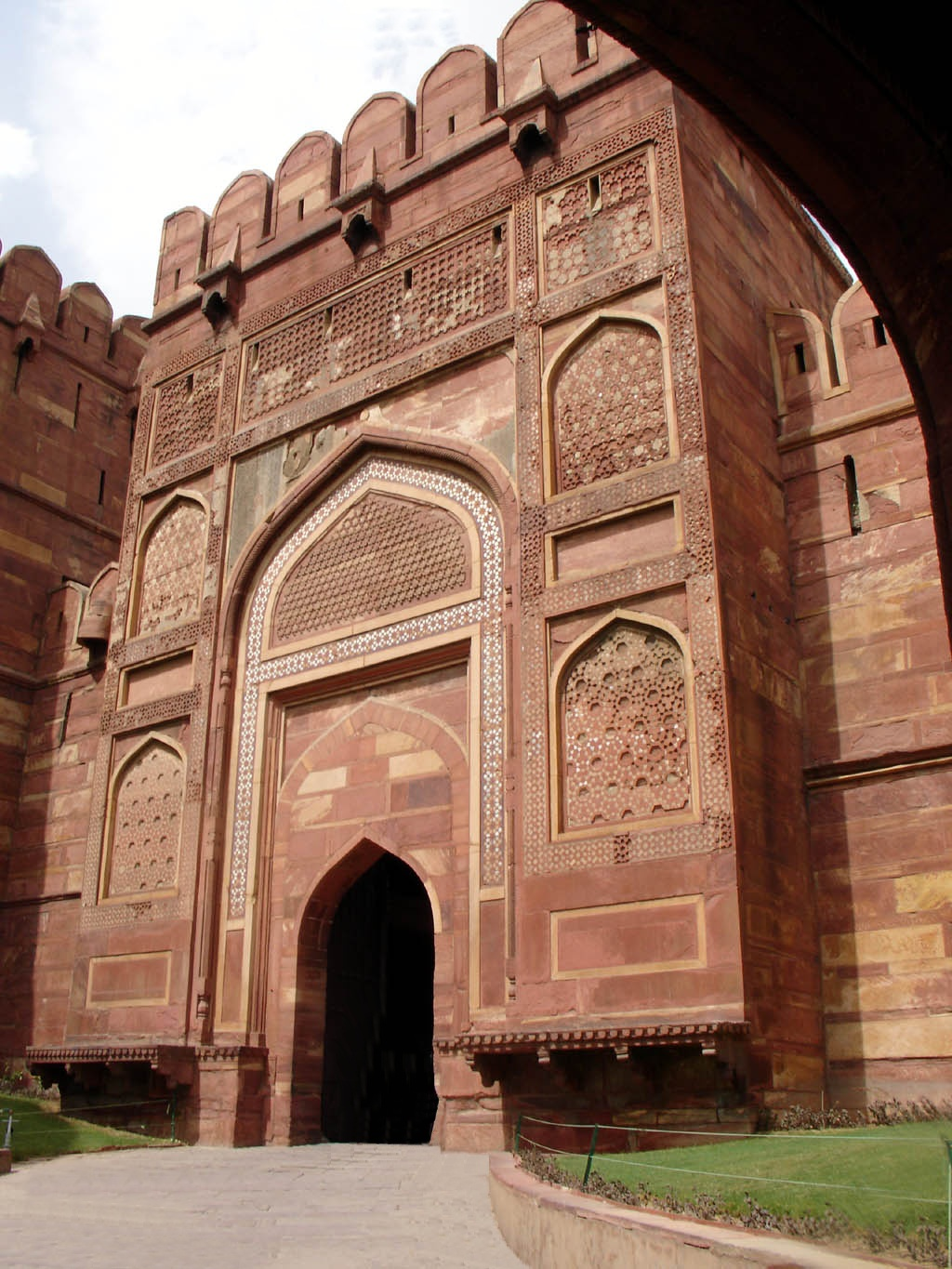
Tor des Roten Forts in Agra, im 16. und 17. Jahrhundert Hauptstadt des Mogulreiches

## Zum Namen

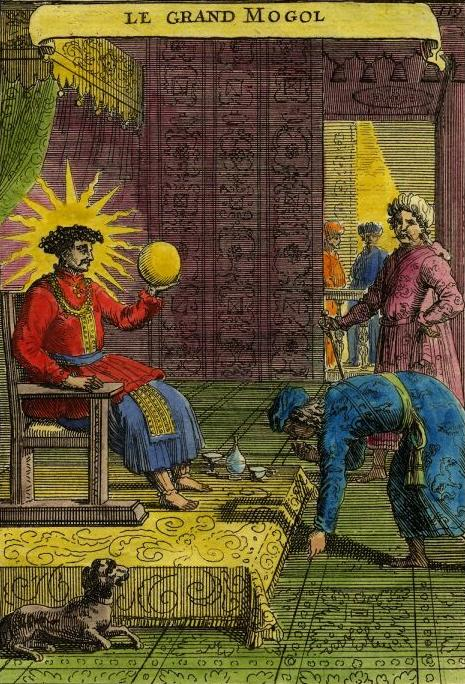
Le Grand Mogol („Der Großmogul“), Fantasiedarstellung des französischen Gelehrten Allain Manesson-Mallet von 1683

Der Name „Mogul“ als Bezeichnung für die Herrscher Nordindiens wurde vermutlich im 16. Jahrhundert von den Portugiesen geprägt (portugiesisch Grão Mogor oder Grão Mogol „Großmogul“), die bereits 1580 eine jesuitische Mission am Hofe Akbars einrichteten, und später von anderen europäischen Reisenden in Indien übernommen. Er leitet sich vom persischen مغول mughūl her und bedeutet „Mongole“. Ursprünglich bezeichnete „Mog(h)ulistan“ das zentralasiatische Tschagatai-Khanat. Letzteres war die Heimat Timur Langs, Begründer der Timuriden-Dynastie und direkter Vorfahre des ersten Mogulherrschers Babur. Damit verweist der Name zwar richtigerweise auf die mongolische Abkunft der indischen Dynastie, lässt aber die genauere Beziehung zum Mongolenreich außer Acht. Diese kommt in der persischen Eigenbezeichnung گوركانى gūrkānī der Moguln zum Ausdruck, die sich vom mongolischen kürägän „Schwiegersohn“ herleitet – eine Anspielung auf die Heirat Timurs in die Familie Dschingis Khans. Dementsprechend lautet die persische Bezeichnung für die Mogul-Dynastie گورکانیان Gūrkānīyān. Auf Urdu heißt der Mogulkaiser jedoch مغل باد شاہ Mughal Bādšāh.

## Geschichte

### Vorgeschichte
Vor der Gründung des Mogulreiches bestand in Nordindien ab 1206 das Sultanat von Delhi, das unter Ala ud-Din Khalji (reg. 1297–1316) den Höhepunkt seiner Machtentfaltung erlebte. Ala ud-Din unterwarf große Teile des Dekkans, zugleich wehrte er die Angriffe der Mongolen von Nordwesten ab. Sultan Muhammad bin Tughluq (reg. 1325–1351) strebte die vollständige Eingliederung der zentral- und südindischen Reiche an. Sein Vorhaben scheiterte indes, und mit der Verlagerung der Hauptstadt von Delhi nach Daulatabad auf dem Dekkan schwächte er die Machtposition der Sultane in der nordindischen Ebene. Es begann der Niedergang des Reiches, der in der Eroberung und Plünderung Delhis durch Timur im Jahre 1398 gipfelte. Zwar zog sich Timur schnell wieder zurück, doch vermochte sich das Sultanat von den verheerenden Folgen der Niederlage nie gänzlich zu erholen. Sämtliche Provinzen erlangten ihre Unabhängigkeit, sodass sich das Sultanat nunmehr auf die Umgebung Delhis beschränkte. Auch eine vorübergehende Expansion unter der Lodi-Dynastie (1451–1526) konnte die frühere Größe und Macht des Reiches nicht wiederherstellen.

### 1504–1530: Entstehung unter Babur

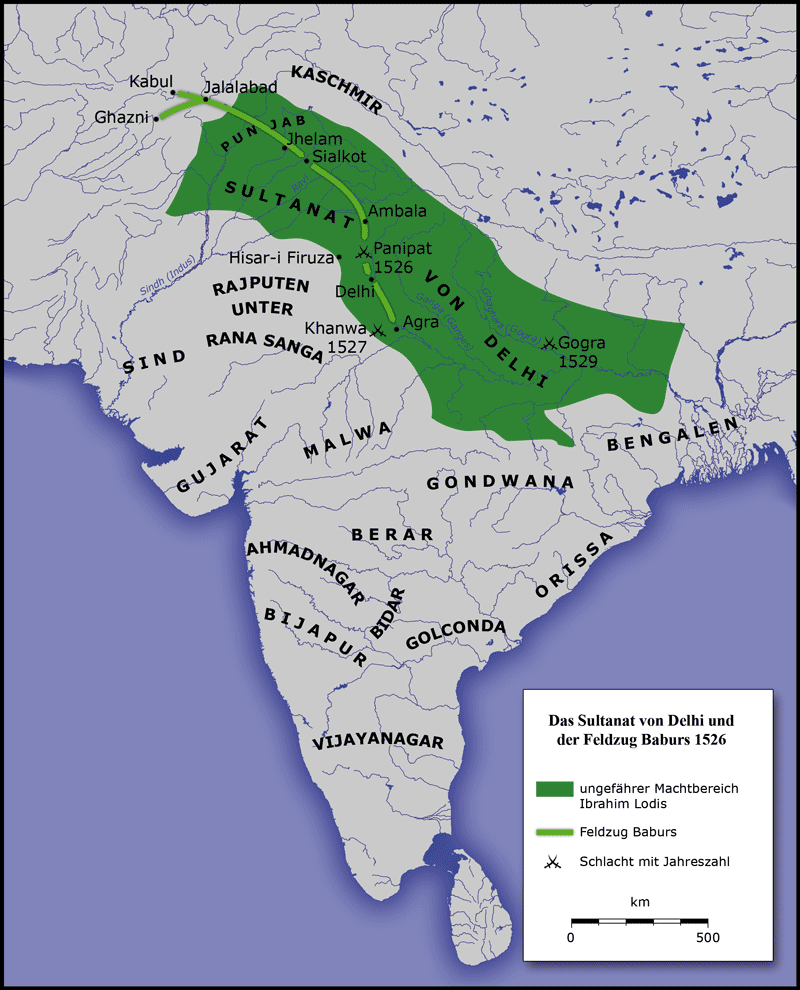
Ausdehnung des Delhi-Sultanats zu Beginn des Jahres 1526 und Baburs Indien-Feldzug

Endgültig ging das Delhi-Sultanat 1526 unter, als Zahir ud-Din Muhammad, genannt Babur (persisch „Tiger“), den letzten Sultan besiegte. Babur stammte aus dem heute usbekischen Fergana, einem der vielen muslimischen Kleinfürstentümer Transoxaniens, die von den Timuriden beherrscht wurden. Babur war väterlicherseits ein direkter Nachfahre Timurs in der sechsten Generation, seine Mutter führte ihre Abstammung gar in direkter Linie auf Dschingis Khan zurück. Nachdem er das Erbe seines Vaters in Fergana angetreten hatte und zweimal kurzzeitig in den Besitz Samarkands gelangt war, musste er 1504 vor den erstarkenden Usbeken unter Schaibani Khan aus seiner Heimat fliehen. Er zog sich nach Kabul zurück, das er fortan als Königreich regierte. Seit der Auslöschung des letzten anderen verbliebenen Timuridenhofes in Herat 1507 führte er den Titel Padeschah (Kaiser), der formal einem Schah (König) übergeordnet ist, und beanspruchte so die Führungsposition unter den timuridischen Fürsten. Von Kabul aus unternahm er erste Erkundungszüge über den Chaiber-Pass nach Nordwestindien (in das Gebiet des heutigen Pakistan), verbündete sich dann aber mit dem Schah des safawidischen Persien, Ismail I., um Samarkand zurückzugewinnen, das er zwar tatsächlich einnehmen, aber nicht halten konnte. Als Gegenleistung für die Unterstützung des Schahs musste er sich öffentlich zum schiitischen Islam bekennen, kehrte jedoch später zum sunnitischen Glauben zurück, von dem er wohl auch innerlich überzeugt war. Dafür spricht unter anderem auch, dass Babur seinen Sohn Humayun im sunnitischen Glauben großzog. Das neuerliche Scheitern der Samarkand-Unternehmung schien endgültig den Entschluss reifen zu lassen, sich Indien zuzuwenden, zumal Babur dank seines Vorfahren Timur Ansprüche auf die Besitzungen des Delhi-Sultans stellen konnte. Dieser lehnte es jedoch ab, sich Babur zu unterwerfen.
In Vorbereitung seines Indien-Feldzuges führte Babur nach osmanischem Vorbild Kanonen und Gewehre ein, die bis dahin in Nordindien noch nie in einer Feldschlacht zum Einsatz gekommen waren. 1522 fiel Kandahar, und bis Anfang 1526 hatte er seine Herrschaft weit in den Punjab hinein ausgedehnt. Dort kam es am 20. April des gleichen Jahres zum entscheidenden Zusammenstoß mit der zahlenmäßig deutlich überlegenen Armee des Sultans Ibrahim II.: Der Einsatz von Feuerwaffen, die hohe Beweglichkeit der berittenen Bogenschützen an den Flanken und eine vom osmanischen Heer inspirierte defensive Taktik verhalfen Babur in der Schlacht bei Panipat zu einem überlegenen Sieg über den letzten Delhi-Sultan. Nach der Besetzung Delhis und Agras, das zwei Jahrzehnte zuvor zur Hauptstadt der Lodi-Dynastie ausgebaut worden war, rief er sich zum Kaiser von Hindustan aus und begründete somit das Mogulreich.
Gleichwohl war Baburs Herrschaft noch lange nicht gefestigt, denn ihm war in dem Rajputenfürsten Rana Sanga von Mewar ein neuer Feind entstanden. Dieser suchte die Hindu-Herrschaft in Nordindien wiederherzustellen und hatte sich zu diesem Zweck mit anderen rajputischen Herrschern zu einer Konföderation formiert. Babur musste seine Soldaten, die es zur Rückkehr nach Kabul drängte, mit großzügigen Entlohnungen aus dem Staatsschatz des besiegten Sultans zum Bleiben bewegen. Erst mit dem Sieg über die Rajputen-Konföderation am 17. März 1527 in der Schlacht von Khanua war seine Herrschaft in Hindustan einigermaßen gesichert.
In der Folge bereiste Babur sein neues Reich ausgiebig, schlug mehrere Revolten nieder und verteilte großzügige Geschenke an seine Untergebenen und Verwandten, was die Staatskasse stark belastete. Seinen Untertanen gegenüber zeigte er sich entschieden liberal und versöhnlich, behielt aber die auf Vergabe von jagir (Lehen) und somit lokalen Loyalitäten aufbauenden Verwaltungsstrukturen der Lodi-Dynastie nahezu unverändert bei. Baburs Sohn Humayun erbte 1530 ein innerlich wenig gefestigtes Reich, das vom Hindukusch bis Bihar reichte.

### 1530–1556: Humayuns Herrschaft und Suriden-Interregnum
Die Zeit Humayuns war durch Rückschläge geprägt, welche dem Kaiser zeitweilig die Kontrolle über sein Reich entzogen und die Herrschaft der Moguln in Indien nach nicht einmal 15 Jahren beinahe beendet hätten. Nach timuridischer Tradition besaßen alle rechtmäßigen Söhne eines Herrschers Anspruch auf die Thronfolge. Humayun, der als nachgiebig und abergläubisch, bisweilen gar kindisch galt, sah sich daher in Auseinandersetzungen mit seinen Halbbrüdern verwickelt. Dazu traten äußere Bedrohungen. Im Südwesten expandierte Sultan Bahadur von Gujarat, während in Bihar im Osten Sher Khan Suri als Anführer einer Gruppe von bei der Lodi-Dynastie in den Militärdienst eingetretenen Paschtunen eine Rebellion vorbereitete. Beide hatten Humayun nach dessen Thronbesteigung den Treueschwur versagt.
Humayun, der sich bevorzugt der Planung einer neuen Hauptstadt widmete, entschied sich erst 1535 zu einem Feldzug gegen Gujarat, der zunächst erfolgreich verlief. Der Ausbruch der Rebellion Sher Khans in Bihar zwang ihn zur Rückkehr nach Agra und zur Aufgabe der eroberten Gebiete. 1537 zog er gegen Sher Khan, der noch vor dem Zusammentreffen die bengalische Hauptstadt Gaur plünderte und sich fortan Sher Shah nannte. Bei Chausa östlich von Varanasi unterlag Humayun 1539 Sher Shah, der zunächst dem Rückzug seines Heeres zugestimmt hatte, dann aber Humayuns Lager bei Nacht überfiel und dessen Soldaten in den Ganges trieb, wo die meisten von ihnen ertranken. Humayun wäre dabei beinahe selbst umgekommen, hätte ihm nicht ein Diener das Leben gerettet. Derweil hatte sein Halbbruder Hindal erfolglos versucht, den Thron zu usurpieren. Dennoch spaltete und demoralisierte der Geschwisterstreit Humayuns Truppen. Die Schlacht bei Kannauj im Jahre 1540 besiegelte den Verlust Hindustans. Humayun floh nach Persien, an den Hof von Tahmasp I. Nur mit Hilfe einer persischen Armee konnte er 1545 Kabul wiedergewinnen.
Sher Shah begründete als Sultan von Delhi die kurzlebige Dynastie der Suriden. Umfangreiche Reformen in den Bereichen Verwaltung und Finanzwesen sollten die Herrschaft konsolidieren, doch ein Erbfolgestreit stürzte die Suriden 1554 ins Chaos und ermöglichte so ein Jahr darauf Humayuns Rückkehr nach Indien. Aufbauend auf den Reformen Sher Shahs plante Humayun die Errichtung eines neuen Verwaltungssystems. Sein plötzlicher Tod 1556 verhinderte dieses Vorhaben.

### 1556–1605: Konsolidierung durch Akbar

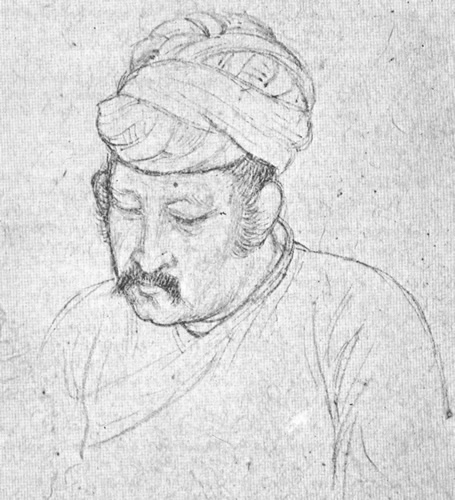
Akbar (reg. 1556–1605) auf einer Zeichnung (um 1605)

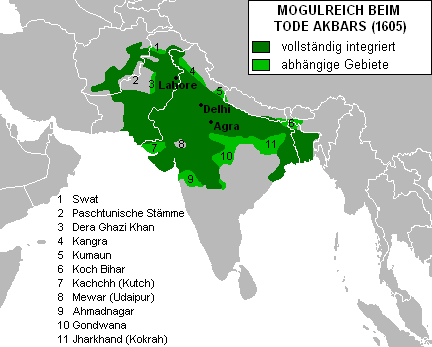
Ausdehnung des Mogulreiches beim Tode Akbars (1605)

Humayuns ältester Sohn Akbar war innerhalb der Dynastie unumstritten, sein Reich aber von den Nachfahren der Suriden bedroht. Deren Zerstrittenheit und die Schwäche des gerade erst wiederhergestellten Mogulreiches nutzte der hinduistische Suriden-General Hemu, um eigenmächtig Delhi zu besetzen und sich im Oktober 1556 zum Radscha auszurufen, unterlag aber am 5. November dem Heer Akbars in der Zweiten Schlacht bei Panipat. Innerhalb eines Jahres wurden auch die noch verbliebenen Suriden endgültig besiegt. Das Mogulreich war damit militärisch vorerst gesichert.
Durch zahlreiche Feldzüge und politische Heiraten vergrößerte Akbar das Reich beträchtlich. 1561 wurde das zentralindische Sultanat Malwa unterworfen. 1564 fiel Gondwana, 1573 Gujarat und 1574 Bihar. Bengalen wurde von Suleiman Karrani für Akbar verwaltet. Nach dessen Tod kam es zu Aufständen, die Akbar 1576 niederschlug. Die Gebiete wurden nun auch formal dem Mogulreich zugeschlagen und Provinzgouverneuren unterstellt. Von großer Bedeutung war die Unterwerfung der militärisch starken Rajputenstaaten, deren volle Integration zuvor keinem islamischen Reich geglückt war. Durch eine geschickte Heiratspolitik schwächte Akbar die Rajputen schrittweise. Gleichzeitig ging er militärisch gegen die ihm feindlich gesinnten Fürsten vor. 1568 nahmen Mogultruppen die stärkste Rajputenfestung Chittor nach mehrmonatiger Belagerung ein und massakrierten die Zivilbevölkerung. Innerhalb weniger Jahre hatten schließlich alle Rajputenfürsten mit Ausnahme des Rana von Udaipur die Vorherrschaft des Mogulreiches anerkannt. Die Rajputen stellten danach eine wichtige Stütze der Armee dar, zumindest bis Aurangzeb sie mit seiner intoleranten Politik gegen sich aufbrachte.
Neben seinen Eroberungszügen widmete sich Akbar als erster Mogulherrscher ausgiebig der inneren Festigung des Reiches. Eine der wichtigsten Grundlagen war die religiöse Toleranz gegenüber der hinduistischen Bevölkerungsmehrheit des Reiches. Zwar hatte es auch unter früheren muslimischen Herrschern auf dem indischen Subkontinent eine Zusammenarbeit zwischen beiden Glaubensgruppen gegeben, doch ging das Ausmaß der religiösen Versöhnung unter Akbar über das vorheriger Herrscher weit hinaus. So traten unter Akbar mehr Hindus in den Staatsdienst ein als je zuvor, und Sondersteuern für Nicht-Muslime wurden abgeschafft. Akbar selbst entfernte sich immer weiter vom orthodoxen Islam und verkündete sogar eine eigene Religion namens din-i ilahi („Göttlicher Glaube“). Darüber hinaus führte er die von Sher Shah begonnene Reform der Provinzverwaltung und der Steuereintreibung fort, indem er das noch unter Babur übliche Lehnswesen weitestgehend durch einen rationaleren, zentralisierten Beamtenapparat ersetzte (das Mansab-System). Auf sozialem Gebiet bemühte sich Akbar unter anderem um die Abschaffung von Kinderheiraten und Witwenverbrennungen (sati), die Vereinheitlichung von Maßeinheiten sowie um ein verbessertes Bildungssystem. Viele seiner modernen Ideen zeigten jedoch infolge der weit verbreiteten Korruption nur begrenzt Wirkung.
Akbars Politik der religiösen Toleranz und die Abkehr vom orthodoxen sunnitischen Islam veranlasste einige konservative Religionsgelehrte, seinen Halbbruder Hakim zur Rebellion in Kabul aufzurufen. Das Mogulreich geriet in eine bedrohliche Lage, da Hakim Beistand durch die in Bengalen lebenden Paschtunen erhielt, die einst schon Sher Shah unterstützt hatten und nun einen Aufstand auflösten. Im Sommer 1581 zog Akbar in Kabul ein, schlug die Rebellion Hakims nieder und stellte damit die Einheit des Reiches wieder her. Auf die Befriedung der westlichen und östlichen Provinzen folgte die Eroberung des Kaschmirtals 1586, des Sindh 1591/92 und Orissas 1592/93. Damit standen die gesamte nordindische Tiefebene sowie große Teile der heutigen Staaten Afghanistan und Pakistan unter der Kontrolle des Mogulreiches, das mit dem Himalaya im Norden und den Randgebirgen des Hochlands von Dekkan im Süden über natürliche Grenzen verfügte. Im Westen und Nordwesten sicherte Akbar das Reich durch eine ausgeglichene Außenpolitik, die Persien und die Usbeken gegeneinander ausspielte.
Ab 1593 unternahm Akbar mehrere Feldzüge zur Eroberung des Dekkan, jedoch mit nur mäßigem Erfolg. So konnte das schiitische Dekkan-Sultanat Ahmadnagar zwar 1600 niedergerungen, aber nicht voll integriert werden. Nach Akbars Tod 1605 erlangte es vorübergehend seine Unabhängigkeit zurück.
Dennoch hatte die Herrschaft Akbars das Mogulreich innerlich und äußerlich so gefestigt, dass es zur unangefochtenen Vormacht Südasiens aufsteigen konnte. Akbars zentralisiertes Verwaltungssystem machte das Mogulreich zu einem der modernsten Staatswesen der frühen Neuzeit. Kein früheres Reich der indischen Geschichte konnte ein so großes Gebiet dauerhaft und effektiv verwalten, obschon das antike Reich der Maurya unter Ashoka und das mittelalterliche Sultanat von Delhi unter der Tughluq-Dynastie das Mogulreich Akbars an Ausdehnung noch übertrafen.

### 1605–1627: Phase relativen Friedens unter Jahangir

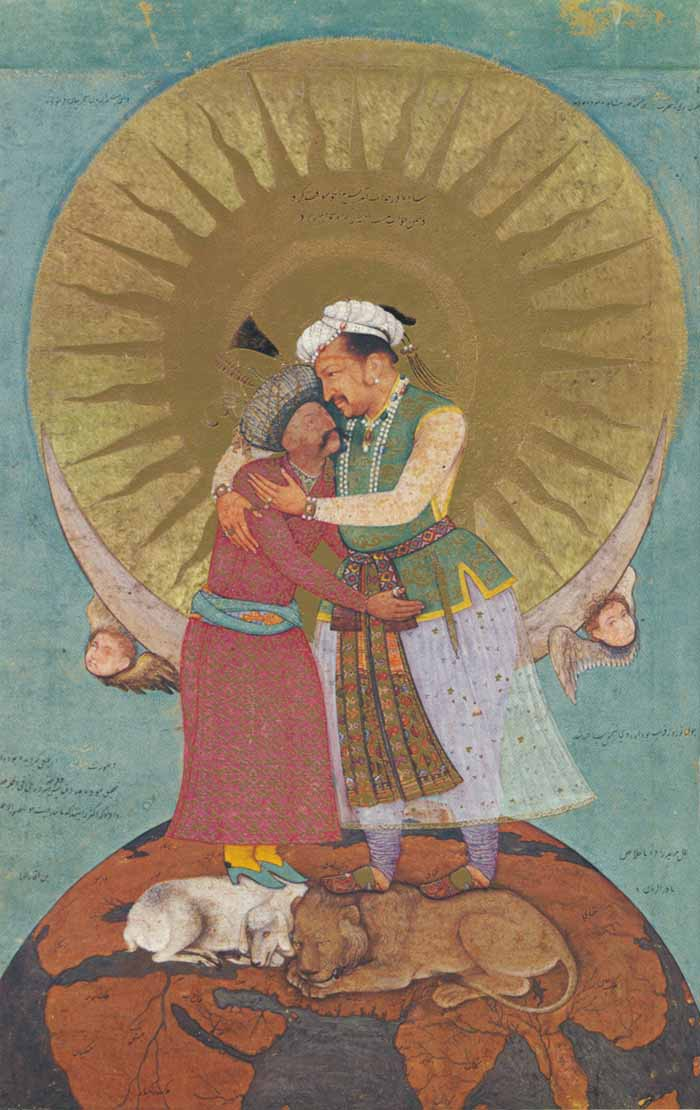
Jahangir (r.) und Schah Abbas I. von Persien (Gemälde von Abu al-Hasan, um 1620)

Akbars ältester Sohn Selim bestieg 1605 unter dem Namen Jahangir (persisch „Eroberer der Welt“) den Thron. Unter ihm erlebte das Mogulreich eine Phase relativen Friedens, die zu seiner weiteren Festigung beitrug. Entscheidenden Anteil daran hatten Jahangirs Gemahlin Nur Jahan und deren Familie, die in zunehmendem Maße Einfluss auf die Reichspolitik nahmen. Auch Jahangirs Sohn Khurram, der ihm später als Shah Jahan nachfolgte, erlangte bereits zu Lebzeiten seines Vaters eine wichtige Machtposition am Hofe. Die liberale Politik Akbars wurde fortgesetzt, unter anderem mit der Milderung der Erbschaftsgesetze und einem verbesserten Schutz des Eigentums. Zudem war Jahangirs Regierungszeit, entsprechend den Neigungen des Herrschers, eine Phase ausgeprägten Kunstschaffens.
1614 gelang die endgültige Befriedung Rajputanas durch Unterwerfung des letzten noch unabhängigen Rajputenstaates Udaipur (Mewar). Khurram, der von Jahangir mit dem Feldzug gegen Udaipur betraut worden war, verwüstete und plünderte die Ländereien des Rana von Udaipur und zwang diesen schließlich durch diplomatische Verhandlungen zum Treuebekenntnis gegenüber dem Mogulreich. Unter den wenigen militärischen Eroberungen war das Himalaya-Fürstentum Kangra (1620) die bedeutendste. Wenig erfolgreich verliefen dagegen die ab 1616 unternommenen Versuche, die Grenze auf dem Dekkan nach Süden zu verschieben. Vor allem die guerillaartige Taktik des in Diensten Ahmadnagars stehenden Feldherrn Malik Ambar verhinderte die Ausdehnung des Mogulreiches auf den Dekkan.
In den letzten Regierungsjahren Jahangirs führte ein Machtkampf zwischen der inoffiziellen Herrscherin Nur Jahan und Khurram, der sich zu diesem Zeitpunkt bereits Shah Jahan (persisch „König der Welt“) nannte, zu Unruhen. Als Kandahar 1622 von den Truppen des persischen Schahs Abbas I. bedroht wurde, trat Shah Jahan mit einem von ihm befehligten Heer auf dem Dekkan in Rebellion. Der Einsatz des Mogulheeres gegen ihn entblößte Kandahar, das bald darauf an Persien fiel. Shah Jahans Rebellion dauerte vier Jahre an.
Nach Jahangirs Tod 1627 entmachtete der Wesir Asaf Khan Nur Jahan und verhalf Shah Jahan auf den Thron, indem er alle weiteren Thronprätendenten ermorden ließ.

### 1628–1658: Kulturelle Blüte unter Shah Jahan/Schahdschahan

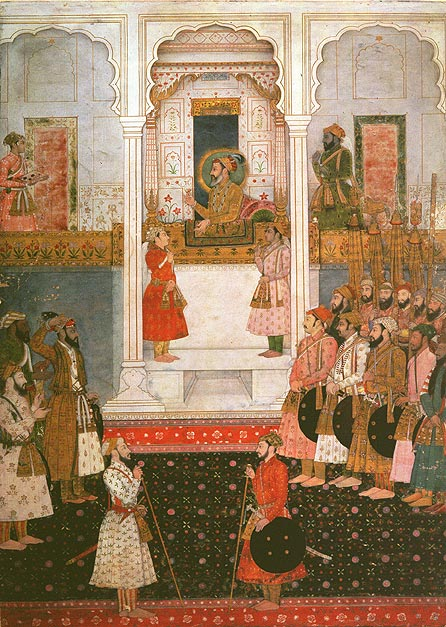
Shah Jahan (reg. 1627–1657/58) während eines Durbar (Audienz) in der Audienzhalle seines Palastes (Miniaturmalerei um 1650)

Shah Jahan gilt als glanzvollster Mogulherrscher, unter dessen Herrschaft die Hofhaltung den Höhepunkt ihrer Prachtentfaltung erreichte und die Architektur im indisch-islamischen Mischstil zu höchster Blüte gelangte. Das bekannteste Mogulbauwerk, das Taj Mahal in Agra, entstand als Grabmal für Shah Jahans Frau Mumtaz Mahal, ebenso eine Vielzahl weiterer herausragender Baudenkmäler. Allerdings belastete Shah Jahans Kunstförderung die Staatskasse stark. Die Inflation konnte nur mit Mühe im Zaum gehalten werden, und höhere Steuern auf Ernteerträge setzten eine Landflucht in Gang.
Kostspielige militärische Fehlschläge wirkten sich zusätzlich negativ auf die Wirtschaft des Reiches aus. Zwar zeigte der schon seit Akbar geführte Krieg auf dem Dekkan erste greifbare Erfolge – 1633 unterlag Ahmadnagar und wurde endgültig annektiert, 1636 unterwarf sich Golkonda, wenn auch nur symbolisch, und im gleichen Jahr konnte das zweite nun noch bestehende Dekkan-Sultanat Bijapur vertraglich zur Tributzahlung gezwungen werden – doch auf die anfänglichen Siege folgte eine Reihe von Rückschlägen. 1646 veranlassten Unruhen in Transoxanien Shah Jahan, gegen die Usbeken zu Felde zu ziehen, um die Urheimat der Moguln zurückzugewinnen, insbesondere Samarkand, das sein Vorfahr Babur drei Mal für kurze Zeit hatte besetzen können. Der Feldzug endete ein Jahr später in einer Niederlage. Zudem entzündete sich ein Streit mit Persien an der bedeutenden Handelsstadt Kandahar, die 1638 durch eigenmächtige Verhandlungen des persischen Statthalters mit den Moguln wieder in den Besitz des Mogulreiches gelangt war. 1649 fiel Kandahar erneut an Persien. Drei aufeinanderfolgende Belagerungen änderten daran nichts, vor allem, weil die persische Artillerie der mogulischen überlegen war. Persien entwickelte sich zunehmend zu einer Bedrohung für das Mogulreich, zumal der schiitische Nachbar den ebenfalls schiitischen Dekkan-Sultanaten freundschaftlich verbunden war. Die Gegnerschaft Persiens und der damit verbundene nachlassende persische Einfluss am Mogulhof war möglicherweise auch ein Grund für den Machtzuwachs der sunnitischen Ulama im Mogulreich, wenngleich Akbars und Jahangirs Prinzip der religiösen Toleranz nicht gänzlich ausgehöhlt wurde.
Die Rivalität zwischen Shah Jahans Söhnen Aurangzeb und Dara Shikoh um die Thronfolge prägte die letzten Jahre seiner Herrschaft. Dara Shikoh verhinderte durch Intrigen das Vorankommen auf dem Dekkan, wo Aurangzeb 1656 gegen Golkonda und 1657 gegen Bijapur zog. Als Shah Jahan Ende 1657 schwer erkrankte, riefen sich seine Söhne Shah Shuja – Statthalter von Bengalen – und Murad Bakhsh – Statthalter von Gujarat – jeweils zum Kaiser aus, um eine mögliche Machtergreifung ihres ältesten Bruders Dara Shikoh zu verhindern. Aurangzeb indes konnte Murad überzeugen, ihm sein Heer zu überlassen, um mit vereinten Kräften gegen Delhi zu marschieren. Shah Shuja unterlag im Februar 1658 bei Varanasi Dara Shikoh, letzterer wurde am 29. Mai 1658 nahe Agra von Aurangzeb besiegt. In Agra nahm Aurangzeb seinen Vater gefangen, der 1666 im Gefängnis starb. Nachdem Aurangzeb auch seinen Bruder Murad hatte festsetzen lassen, rief er sich noch im selben Jahr zum Kaiser aus.

### 1658–1707: Südexpansion und beginnender Verfall unter Aurangzeb

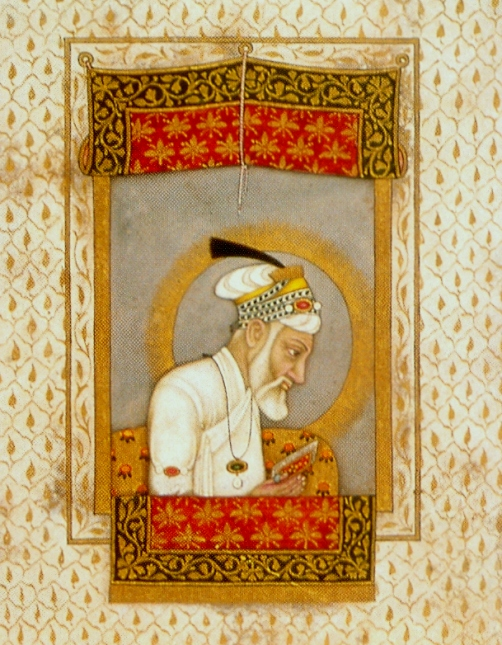
Aurangzeb (reg. 1658–1707) im hohen Alter bei der Lektüre des Korans (Miniatur, 18. Jahrhundert)

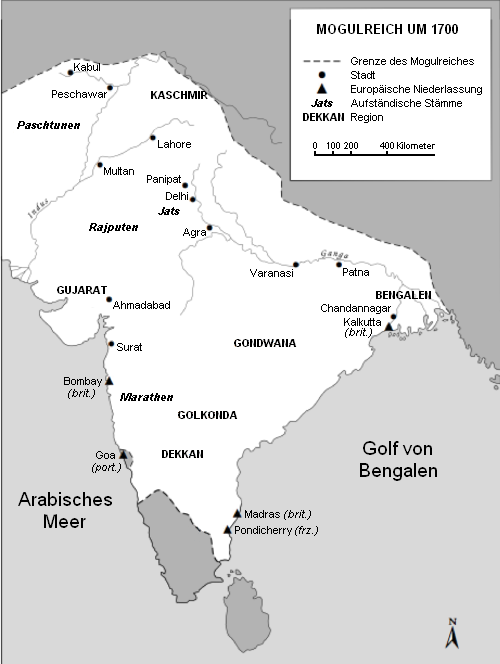
Das Mogulreich um 1700 unter Aurangzeb

Zwei gegenläufige Tendenzen kennzeichneten die Herrschaft Aurangzebs: Zum einen dehnte er das Mogulreich weit nach Süden auf fast den gesamten indischen Subkontinent aus, zum anderen erschütterte er durch andauernde Kriege das wirtschaftliche Fundament des Mogulreiches. Mit einer Politik der religiösen Intoleranz schädigte er die Symbiose von muslimischer Elite und hinduistischen Untertanen, die seine Vorgänger gefördert hatten. Bereits das letzte Drittel seiner Herrschaft war vom Kampf gegen den drohenden Reichsverfall bestimmt.
Aurangzeb festigte seine Herrschaft, indem er seine Brüder und Rivalen Dara Shikoh und Murad Bakhsh hinrichten ließ. Sein dritter Bruder und Widersacher, Shah Shuja, floh ins Exil nach Arakan, nachdem er Aurangzeb militärisch unterlegen war, und wurde dort im Jahr 1660 gemeinsam mit seiner Familie und Teilen seines Gefolges zu Tode gefoltert. Als Herrschaftslegitimation diente Aurangzeb der Islam, dessen Gesetze er im Gegensatz zu seinen Vorgängern streng auf das Reich anwandte. Die drastischsten Maßnahmen waren die Wiedereinführung der Kopfsteuer für Nichtmuslime (Dschizya), die Akbar 1564 abgeschafft hatte, sowie das Verbot des Neubaus von Hindu-Tempeln und Gotteshäusern anderer Glaubensgemeinschaften 1679. Im ganzen Land wurden zahlreiche kurz zuvor erbaute Tempel zerstört. Aurangzebs theokratische Politik rief Spannungen zwischen Hindus und Muslimen hervor, die den inneren Frieden des Mogulreiches empfindlich störten und den Widerstand hinduistischer Fürstenhäuser erregte. So löste die Invasion des hinduistischen Rajputenstaates Marwar 1679, dessen Herrscher ohne Erben verstorben war, Unruhen unter den Rajputen aus, die bis zum Tode Aurangzebs schwelten.
Auf dem Dekkan war dem Mogulreich neben Bijapur und Golkonda ein dritter starker Feind entstanden. Der Hindu Shivaji hatte seit Mitte des 17. Jahrhunderts die Stämme der Marathen unter seiner Führung einen können und war mit dem Aufbau eines hinduistischen Staatswesens beschäftigt. Shivaji wandte, wie schon Malik Ambar ein halbes Jahrhundert zuvor, eine Guerilla-Taktik an und bediente sich zudem äußerst erfolgreich der Diplomatie, um seine Nachbarn, darunter auch die Moguln, gegeneinander auszuspielen. 1664 war ihm sogar die Brandschatzung der wichtigsten Hafenstadt des Mogulreiches, Surat, geglückt. Während eines Besuchs am Hofe Aurangzebs wurde er gefangen genommen, konnte aber fliehen und auf dem westlichen Dekkan ein Reich errichten. 1681 schloss Aurangzebs abtrünniger Sohn Akbar ein Bündnis mit Sambhaji, dem Nachfolger Shivajis. Dies veranlasste Aurangzeb, alle Kräfte auf die Eroberung des Dekkan zu konzentrieren. Zu diesem Zweck verlagerte er die Hauptstadt und somit den Schwerpunkt des Reiches nach Aurangabad. Der Dekkan-Feldzug verlief zunächst äußerst erfolgreich: 1686 fiel Bijapur und ein Jahr darauf Golkonda. Beide Staaten wurden dem Mogulreich eingegliedert, das nun den gesamten Subkontinent mit Ausnahme der Malabarküste sowie der Gebiete südlich der Kaveri umfasste. 1689 schien die Kontrolle über den Dekkan mit der Gefangennahme und Hinrichtung Sambhajis endgültig gesichert. Tatsächlich waren die Marathen jedoch nicht besiegt, sondern lediglich in kleinere Gruppierungen zersplittert worden. Shivaji hatte einen neuen Widerstandsgeist angeregt, der durch einzelne militärische Siege nicht zu brechen war. Aurangzeb verbrachte den Rest seines Lebens auf dem Dekkan im Kampf gegen marathische Stammesführer. Unterdessen ließ seine Autorität in Hindustan, dem eigentlichen Herzland des Mogulreiches, spürbar nach. Aufstände wie die der Jat im Gebiet um Delhi und Agra sowie der Sikhs im Punjab waren aber auch die Folge erdrückender Steuern, die zur Finanzierung der Kriegszüge erforderlich geworden waren.
Aurangzeb beging den gleichen Fehler wie Muhammad bin Tughluq im 14. Jahrhundert, indem er seine Machtbasis im Norden vernachlässigte und so die Verwaltung zerrüttete. Das Reich wurde durch die Expansion auf den zerklüfteten, schwer zu beherrschenden Dekkan, der zudem ein weitaus niedrigeres Steueraufkommen erbrachte als die fruchtbaren Ebenen des Nordens, überdehnt und finanziell überlastet. Nur Aurangzebs persönliche Autorität hielt das Reich noch zusammen, während der Kaiser fähigen Führungspersönlichkeiten – wie sie frühere Herrscher in Form von Generälen, Ministern oder Angehörigen besaßen – misstraute und sie sogar unterdrückte.

### 1707–1858: Nieder- und Untergang

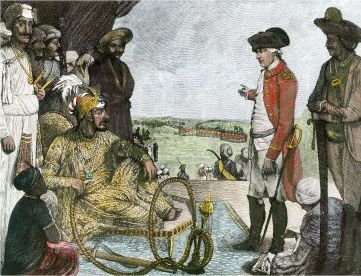
Der Kaiser des Mogulreiches Shah Alam II. besucht die Truppen der
Britischen Ostindien-Kompanie, 1781

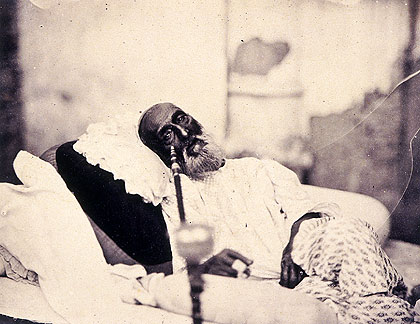
Bahadur Shah II. im Alter von 82 Jahren kurz vor seiner Verurteilung in Delhi 1858. Fotografie von Robert Christopher Tytler, möglicherweise die einzige, die je von einem Mogulkaiser gemacht wurde.

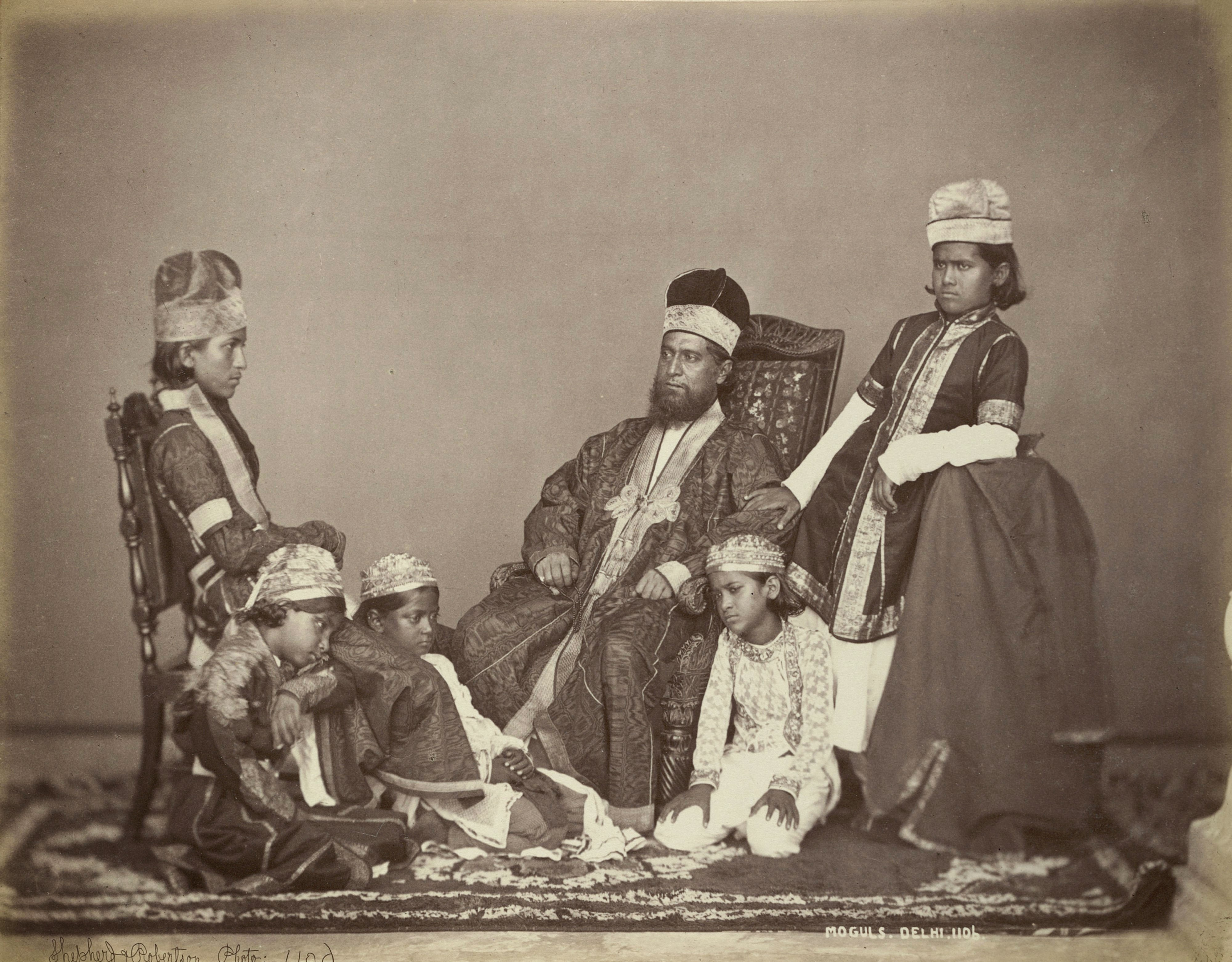
Studioportrait eines Moguls mit seinen Kindern in Delhi von Sheperd und Robertson, ca. 1860er Jahre

Nachdem Aurangzeb 1707 gestorben war, setzte sich sein Sohn Bahadur Shah an die Spitze des Staates. Er schloss Frieden mit den Marathen und erkannte deren Herrschaftsgebiet auf dem westlichen Dekkan an, um das Mogulheer zur Niederschlagung des Sikh-Aufstandes im Norden einsetzen zu können. Die abtrünnigen Rajputen gerieten allerdings zunehmend außer Kontrolle. Seine ehrgeizigen Versuche, das Reich nach dem Vorbild Akbars durch umfassende Reformen noch einmal zu festigen, scheiterten am bereits fortgeschrittenen Verfall der Verwaltungsstrukturen. Viele Beamtenposten waren erblich geworden, darunter das Amt des Statthalters von Bengalen, was die Steuereintreibung erschwerte. Bahadur Shah, der den Thron bereits in hohem Alter bestiegen hatte, starb 1712 nach nur fünf Regierungsjahren.
Bahadur Shahs Nachfolger vermochten die kaiserliche Autorität nicht mehr aufrechtzuerhalten. Sein Sohn Jahandar Shah wurde nach nur wenigen Monaten auf dem Thron ermordet. Für das Attentat verantwortlich waren die Sayyiden, zwei Brüder, die als Kommandanten am Mogulhof dienten und in den folgenden Jahren zu einem wesentlichen Machtfaktor am Hof aufstiegen. Farrukh Siyar regierte lediglich als Marionette der mit den Marathen verbündeten Sayyiden. Während seiner Regierungszeit 1713–1719 erhielt die Britische Ostindien-Kompanie, die sich im Laufe des 17. Jahrhunderts als führende europäische Handelsgesellschaft an der indischen Küste festgesetzt hatte, weitreichende Konzessionen im Rahmen des lukrativen Indienhandels. Die davon erhoffte Verbesserung der Finanzsituation durch Belebung des Außenhandels blieb jedoch aus, da die Briten die zunehmende wirtschaftliche Abhängigkeit der Moguln vom Seehandel der Europäer auszunutzen wussten. Auch die Provinzen des Mogulreiches konnten nur durch Zugeständnisse, die sie zu halbautonomen Staaten machten, gehalten werden.
1719 ließen die Sayyiden auch Farrukh Siyar umbringen, der sich nicht imstande zeigte, das Reich zu alter Stärke zurückzuführen. Es folgte ein blutiger Machtkampf, aus dem Muhammad Shah (reg. 1719–1748) als Sieger hervorging. Er ließ die Sayyiden zwar hinrichten, überließ die Macht aber ansonsten den anderen Interessengruppen, die sich seit Bahadur Shah am kaiserlichen Hofe gebildet hatten. Die Verwaltung wurde auf das Ernennen der Statthalter beschränkt, deren Provinzen nur noch nominell dem Kaiser unterstanden. 1724 trat Muhammad Shahs Wesir Asaf Jah I. zurück. Er löste seine Provinz Dekkan de facto aus dem Reichsverband und regierte sie als Nizam von Hyderabad. Damit verlor das Reich ein Drittel seiner Staatseinkünfte sowie beinahe drei Viertel seines Kriegsmaterials.
Der afscharidische Herrscher von Persien, Nadir Schah, schlug die Armee der Moguln in der Schlacht bei Delhi 1748 fast vollständig vernichtend und eroberte blutig die Reichshauptstadt Delhi. Als ein Aufstand gegen ihn losbrach, ließ er ein Massaker anrichten, die gesamte Stadt, einschließlich der mogulischen Staatskasse, plündern und kehrte nach Persien zurück. Damit hatte er dem Mogulreich endgültig den Todesstoß versetzt: Der Prozess der feudalen „Regionalisierung der Macht“, der bereits vorher eingesetzt hatte, setzte sich nun rasant fort und beschränkte das tatsächliche Herrschaftsgebiet der Moguln bald nur mehr auf die Stadt Delhi mit Umland. Der Reichskörper zerfiel vollständig. Vasallen wie Nizam, Bengalen und Avadh erlangten die faktische Selbstständigkeit, auch wenn sie nur der Form halber die Oberhoheit des Mogulkaisers anerkannten und symbolische Tribute entrichteten. Die persische Grenze wurde an den Indus verlegt. Zugleich expandierten die Marathen nach Malwa und Gujarat.
Den letzten militärischen Sieg errang das Mogulreich 1759 bei Sirhind gegen den afghanischen Herrscher Ahmad Schah Durrani, doch wenige Tage darauf starb Muhammad Shah, dessen schwache Nachfolger den Afghanen nichts mehr entgegenzusetzen hatten. Diese annektierten den Punjab, den Sindh und Gujarat. Im gleichen Jahr besiegte die Britische Ostindien-Kompanie in der Schlacht bei Plassey 1762 den Nawab von Bengalen und zwang diesen zur Abtretung des Gebietes um Kalkutta. Damit begann die britische Territorialherrschaft in Indien, die in den folgenden Jahren auf ganz Bengalen und nach dem Sieg in der Schlacht von Baksar im Jahre 1764 auch auf Bihar ausgedehnt wurde. Die von Osten her auf ehemals mogulischem Gebiet expandierenden Briten waren zu einer ernstzunehmenden Bedrohung für das Mogulreich geworden. Auch die Marathen drangen rasch immer weiter nach Norden vor, unterlagen aber 1761 in der Dritten Schlacht bei Panipat den Afghanen.
Erst 1772 konnte der während des afghanisch-marathischen Krieges im Exil in Allahabad lebende Großmogul Shah Alam II. (reg. 1759–1806) mit marathischer Unterstützung nach Delhi zurückkehren. Von plündernden Afghanen 1788 unter Ghulam Qadir geblendet, musste er 1803 die Britische Ostindien-Kompanie, die bereits zwei Jahre zuvor Avadh einen Schutzvertrag aufgezwungen hatten, als Schutzmacht akzeptieren. Zwar war der Großmogul formal weiterhin der Herrscher, doch die eigentliche Macht lag nun beim britischen Residenten. Das Hoheitsgebiet des Kaisers beschränkte sich auf das Rote Fort von Delhi.

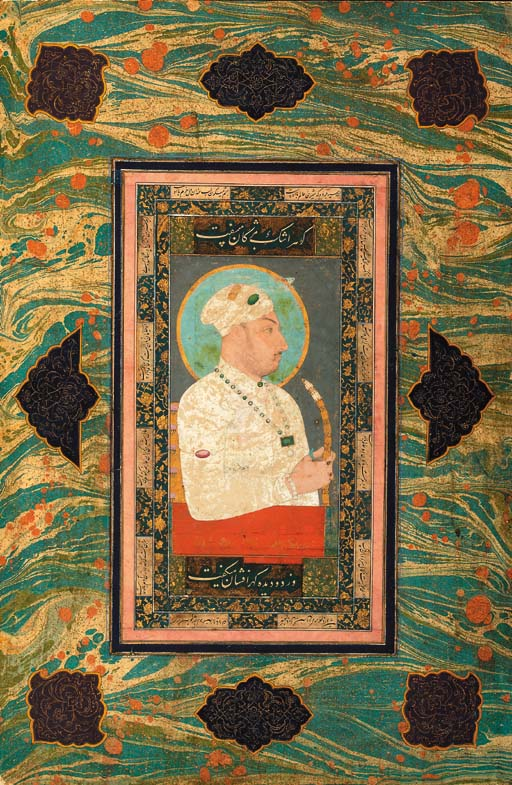
Muhammad Shah (reg. 1719–1748), Miniatur, etwa 1720–1730

1858 endete auch die nominelle Herrschaft der Großmoguln, nachdem die Briten den im Jahr zuvor ausgebrochenen Großen Aufstand niedergeschlagen hatten. Bahadur Shah II. (reg. 1838–1858), den die aufständischen Soldaten gegen seinen Willen zur symbolischen Leitfigur der Meuterei ausgerufen hatten, wurde im März 1858 von einem Kriegsgericht der Mitschuld an der Revolte schuldig gesprochen, abgesetzt und nach Rangun im britisch besetzten Teil Birmas verbannt, wo er 1862 starb. Sein Territorium wurde am 2. August 1858 gemeinsam mit allen anderen Territorien unter direkter Kontrolle der Britischen Ostindien-Kompanie mit Wirkung zum 1. November der neu gegründeten Kolonie Britisch-Indien übereignet. Die britische Königin Victoria nahm 1876 in Anknüpfung an die Mogulherrschaft den Titel einer Kaiserin von Indien an.

## Staat und Verwaltung
Zahlreiche Elemente, die für heutige moderne Staaten typisch sind, wie zum Beispiel zentralisierte Verwaltung, Steuerveranlagung aufgrund einer exakten Landvermessung oder das Vorhandensein einer staatlichen Bürokratie, sind in Indien erstmals im Mogulreich zu beobachten. Aus diesem Grund kann es durchaus mit den zeitgenössischen absolutistischen Staaten Europas verglichen und wie diese als ein „frühmoderner“ Staat bezeichnet werden. Allerdings wies das Mogulreich im Vergleich zu den heutigen, aber auch den zeitgenössischen Staaten in Europa einige deutliche Unterschiede auf: So war das Mogulreich kein Staat mit klar abgesteckten Grenzen, sondern vielmehr ein Flickwerk verschiedener Territorien mit – von ihrer Lebensweise her – sehr unterschiedlichen Bevölkerungsgruppen. Dementsprechend war auch die Machtausübung keineswegs einheitlich. Ackerbaugegenden mit sesshafter Bevölkerung waren weitaus effektiver zu kontrollieren als logistisch schwer beherrschbares Wald- und Ödland mit teils nomadischer oder halbnomadischer Stammesbevölkerung. Zwischen solchen Stammesgebieten, etwa denen der Gond, Bhil und weiterer Völker in Zentralindien oder denen der Paschtunen im heutigen Pakistan und Afghanistan, und den unmittelbar kontrollierten Reichsteilen bestanden fließende Grenzen, die das Reich innerlich untergliederten. Gleichwohl verband ein dichtes Straßen- und Wegenetz alle Regionen einschließlich der Stammesgebiete mit den städtischen Zentren und ermöglichte so die Mobilisierung von Ressourcen über die inneren Grenzen hinweg.

### Steuerwesen
Die Moguln unterschieden sich von den früheren Delhi-Sultanen mit ihrer auf Kontinuität ausgerichteten Verwaltung, die vor allem das Werk Akbars war. Er, seine Minister und Nachfolger (ausgenommen Aurangzeb) bemühten sich in erster Linie unter politischen und nicht unter religiösen Gesichtspunkten zu regieren, wie es bei den mächtigsten der Delhi-Sultane noch nicht der Fall gewesen war. Dementsprechend war das Mogulreich auch stabiler.
Die Lodi-Dynastie verwaltete das Sultanat von Delhi durch die Vergabe eroberter Gebiete als Militärlehen (jagir) an militärische Gefolgsleute, die dadurch schnell zufriedengestellt werden konnten. Dieses System ermöglichte eine gewisse Kontrolle der auf diese Art vergebenen Provinzen durch den Sultan, barg aber zugleich die Gefahr in sich, dass die Lehen in erbliche Territorien umgewandelt wurden, die sich dann von der Zentralgewalt abkoppeln konnten. Zudem wurde nur ein verhältnismäßig geringer Anteil der erhobenen Steuern an die Zentralregierung weitergeleitet. Als Babur das Delhi-Sultanat unterwarf und damit die Mogulherrschaft begründete, übernahm er das jagir-System seiner Vorgänger. Sein Sohn Humayun organisierte die Verwaltung wenig systematisch nach astrologischen Gesichtspunkten, indem er die Staatsämter den vier Elementen Erde (Landwirtschaft), Wasser (Bewässerung), Feuer (Heereswesen) und Luft (übrige Ressorts, darunter Religion) zuordnete. Politisch blieben diese Ansätze einer reformierten Verwaltung bedeutungslos.
Erst die umfassenden Verwaltungsreformen, die Akbar während seiner fast 50-jährigen Regierungszeit durchsetzte, sicherten den langfristigen Erfolg der Mogulherrschaft. Akbar baute auf dem Steuersystem Sher Shahs auf, das die Grundsteuersätze in den Provinzen anhand der örtlichen Preise festlegte. Auch Akbar bestimmte die Steuersätze unter Berücksichtigung der teils erheblichen regionalen Preisunterschiede, indem er alle Lehen einzog, diese neu vermessen ließ und über einen Zeitraum von zehn Jahren Steuer- und Preisdaten der Provinzen erfasste. Anhand der ermittelten Durchschnittswerte ließ er die Steuersätze bemessen und fortschreiben. Besteuert wurde unter Akbar der Ernteertrag, ein Drittel der Produktion war in Geld oder Naturalien abzuliefern. Der Vorteil für die Bauern lag darin, dass bei einer Missernte keine Steuern gezahlt werden mussten, der Nachteil war, dass der Staat bei einer Reihe guter Ernten mit den Naturalien nichts anfangen konnte. Akbars Nachfolger gaben das Besteuerungssystem zu einem unbekannten Zeitpunkt wieder auf: Sie führten die pauschale Besteuerung wieder ein. Allgemein gab es Steuern auf Grund und Boden – im agrarisch geprägten Mogulreich die bei Weitem wichtigste Einnahmequelle –, Zölle, Münz- und Erbschaftsteuern sowie die Kopfsteuer für Nichtmuslime (jizya). Letztere schaffte Akbar 1564 ab, erst Aurangzeb führte sie 1679 wieder ein. Später wurde sie verschiedentlich wieder abgeschafft und eingeführt, allerdings zu einer Zeit, da das Steuersystem der Moguln bereits nicht mehr voll funktionstüchtig war.
Die territoriale Einteilung in Steuerbezirke wies seit Akbar neben den herkömmlichen jagirs auch Kronländer (khalisa) auf. Letztere unterstanden der unmittelbaren Verwaltung des Mogulkaisers, die dort erhobenen Steuern wurden direkt der Staatskasse zugeführt. Das jagir wurde einem Militäradligen (jagirdar) zugewiesen, welcher die Verantwortung für die Steuereintreibung trug. Dabei blieb das Land allerdings stets Eigentum des Staates. Die jagirdars durften lediglich einen festgelegten Teil des daraus erwachsenden Steueraufkommens als privates Einkommen zurückbehalten, alles darüber hinaus musste unter Aufsicht kaiserlicher Beamter an die Staatskasse abgeführt werden. Außerdem wurden die jagirdars regelmäßig ausgetauscht, um der Gefahr einer Dynastie- oder Hausmachtbildung in den Provinzen entgegenzuwirken. Die Kehrseite dieses Verfahrens war, dass die jagirdars kaum Interesse am Gedeihen ihres Lehens hatten, da sie es nicht behalten konnten. Stattdessen suchten sie oft möglichst hohe Steuerabgaben zu ihrem eigenen Vorteil herauszupressen, bevor sie in einen anderen Reichsteil versetzt wurden.

### Regierungs- und Beamtenapparat
Eines der Hauptmerkmale des Verwaltungssystems der Moguln war der hohe Grad an Zentralisierung, ganz im Gegensatz zur losen Struktur des Delhi-Sultanats. Der Zentralregierung unterstanden die Provinzen (suba), diese wiederum teilten sich in Distrikte (sarkar), deren Untereinheiten als pargana bezeichnet wurden. Der zentrale Verwaltungsapparat wurde vom Premierminister (wakil) geleitet, dessen wichtigster Untergebener der Finanzminister (diwan-i kull oder wazir-i mamalik) war. Letzterem oblag die Abstimmung der Zusammenarbeit mehrerer hoher Finanzbeamter, maßgeblich des diwan-i khalisa (zuständig für Staatseinnahmen), des diwan-i tan (Gehaltsauszahlungen), des mustaufi (Rechnungsprüfung) und des mir saman (Verwaltung des Hofes und der kaiserlichen Werkstätten). Ein weiterer Untergebener des Finanzministers war der mir bakshi, der sich um Heeresangelegenheiten kümmerte und somit, da sämtliche Beamten einen militärischen Rang innehatten, auch für die Funktionstüchtigkeit der Verwaltung Sorge zu tragen hatte. Unmittelbar dem Kaiser unterstand der für religiöse Angelegenheiten zuständige sadr as-sudur, der stets auch das höchste Richteramt (qadi al-qudat) des Staates bekleidete, denn der Rechtsprechung lag das islamische Recht, die Scharia, zugrunde. Eine zentrale Einrichtung war der zwei Mal täglich stattfindende, sehr zeremoniell ausgerichtete Durbar, die Versammlung des Kaisers mit den leitenden Hofbeamten. Der Kommunikation mit der breiten Bevölkerung und insbesondere der Entgegennahme von Bittgesuchen diente dagegen der Jharokha Darshan, eine vom Balkon des Palastes gegebene öffentliche Audienz.
Diese Verwaltungsstruktur spiegelte sich auch in den Provinzen wider, an deren Spitze der Statthalter (sipasalar, nizam-i suba oder subadar) stand. Die Provinzbeamten waren jedoch nicht dem Statthalter, sondern dem Reichsbeamten ihres entsprechenden Ressorts untergeordnet. So entstand eine pyramidal angeordnete Verwaltungshierarchie, die zum einen eine effektive Aufsicht der Provinzen durch die Zentralregierung ermöglichte, zum anderen aber infolge der Größe des Mogulreiches den Staatsapparat stark aufblähte. Der bürokratische Aufwand war enorm. Dennoch war das Verwaltungssystem unter Akbar zumindest in den Kronländern äußerst effizient, erst unter seinem Nachfolger Jahangir machten sich Korruption und übersteigerter Ehrgeiz allmählich breit: Zunehmend wurden Offiziere mit Land entlohnt, und Generäle und Minister stritten sich um die Macht in der Verwaltung.

### Militär
Obwohl Muslime ausländischer Herkunft oder Abstammung grundsätzlich die mogulische Oberschicht stellten, existierte der Stand des Erbadels, wie er in Europa bekannt ist, im Mogulreich nicht. Die Stellung einer Person hing allein von ihrer Position im Heer ab, unabhängig davon, ob sie tatsächlich im Kriegsdienst beschäftigt war oder in der zivilen Verwaltung. Selbst die Künstler am Mogulhof bekleideten einen militärischen Rang. Offizielle Ämter waren somit nur über eine militärische Laufbahn zu erreichen. Umgekehrt war freilich längst nicht jeder militärische Ranginhaber auch Träger eines Amtes.
Entsprechend dem militärischen Charakter der Mogulverwaltung korrespondierte das Gehalt höherer und mittlerer Beamter mit deren militärischem Rang (mansab), der wiederum von der Anzahl der unterhaltenen Kavallerieeinheiten abhing. Der Träger eines mansab hieß mansabdar. Allerdings verringerten die mansabdars ihre Militärstärke in Friedenszeiten immer mehr, sodass ihr Gehalt in Kriegszeiten angehoben werden musste, um die alte Zahl an berittenen Einheiten wiederherzustellen. Um diese inflationäre Entwicklung einzudämmen, führte Akbar ein doppeltes Rangsystem ein, das die Besoldungsgruppe (zat) unabhängig von der Stärke der zu unterhaltenden Kavallerie (suwar) regelte. Nur der Mogulkaiser konnte einen mansabdar ernennen, befördern oder herabstufen, die Ränge waren nicht erblich. Die mansabdars wurden entweder in bar oder durch ein jagir entlohnt. Ihre zunehmende Zahl führte dazu, dass unter Akbar 75 Prozent, unter Jahangir bereits 95 Prozent des gesamten Grund und Bodens als jagir vergeben waren.
Die fortschreitende Verknappung des als jagir zu vergebenden Ackerlandes machte die Ausdehnung des Reiches daher zu einer wirtschaftlichen Notwendigkeit. Nur über territorialen Gewinn war die wachsende Zahl an Gefolgsleuten mittelbar zufriedenzustellen, indem diese sich in den eroberten Gebieten bereicherten. Für Aurangzeb standen bei der Unterwerfung des Dekkan 1686/87 aber nicht wirtschaftliche, sondern politische Erwägungen im Vordergrund. Der Mangel an fruchtbarem Ackerland im Dekkan-Hochland und die damit verbundene Unrentabilität der dortigen jagir steigerte die Unzufriedenheit bei den Lehnsherren und untergrub deren Loyalität.
Die Treue der mansabdars war für die Moguln vor allem deswegen unentbehrlich, da der weitaus größte Teil aller berittenen und unberittenen Einheiten des Heeres auf sie verteilt war. Daneben gab es ein kleines stehendes Heer, das vorwiegend aus Kavalleristen bestand und die Elite der Armee darstellte. Vermutlich ging seine Stärke aber nie über 45.000 Mann hinaus. Einschließlich der Kontingente der mansabdars vermochte das Reich auf dem Höhepunkt seiner Macht 100.000 bis 200.000 Kavalleristen zu mobilisieren. Die Gesamtstärke des Heeres einschließlich sämtlicher regionaler Milizen soll zur Zeit Akbars über 4,4 Millionen Soldaten umfasst haben, eine gemessen an der Gesamtbevölkerungszahl von 100 bis 150 Millionen Menschen überaus beachtliche Zahl. Das Mogulreich war jedoch wie die meisten indischen Großreiche eine reine Landmacht. Am Aufbau einer schlagkräftigen Kriegsflotte war den Herrschern wenig gelegen. Akbar und Aurangzeb ließen zwar einige hochseetüchtige Kanonenboote bauen, die jedoch den Schiffen der in Indien vertretenen europäischen Seemächte nicht ebenbürtig waren.

### Zusammenbruch des Beamtenstaates
Der Zusammenbruch des mogulischen Beamtenstaates wurde durch Aurangzeb eingeleitet, der die Verwaltung der Provinzen und damit die zentrale Kontrolle der Peripherie gegen Ende seiner Regierungszeit zu Gunsten militärischer Ziele stark vernachlässigte. Nach seinem Tode 1707 erstarkten die regionalen Kräfte unter schwachen Herrschern immer mehr. Die Statthalter Bengalens, Avadhs und des Dekkan (Hyderabad) vererbten ihre Provinzen an ihre Nachkommen und begründeten somit dynastische Regionalreiche, ohne jedoch offen mit den Moguln zu brechen. So wurden die Statthalter offiziell zwar nach wie vor vom Kaiser ernannt, tatsächlich ließen diese dadurch nur ihre dynastische Herrschaft legitimieren. Die gewonnene Unabhängigkeit äußerte sich in der Rückhaltung von Steuergeldern sowie der Weigerung, dem Mogulreich militärische Hilfe zukommen zu lassen.

### Hauptstädte

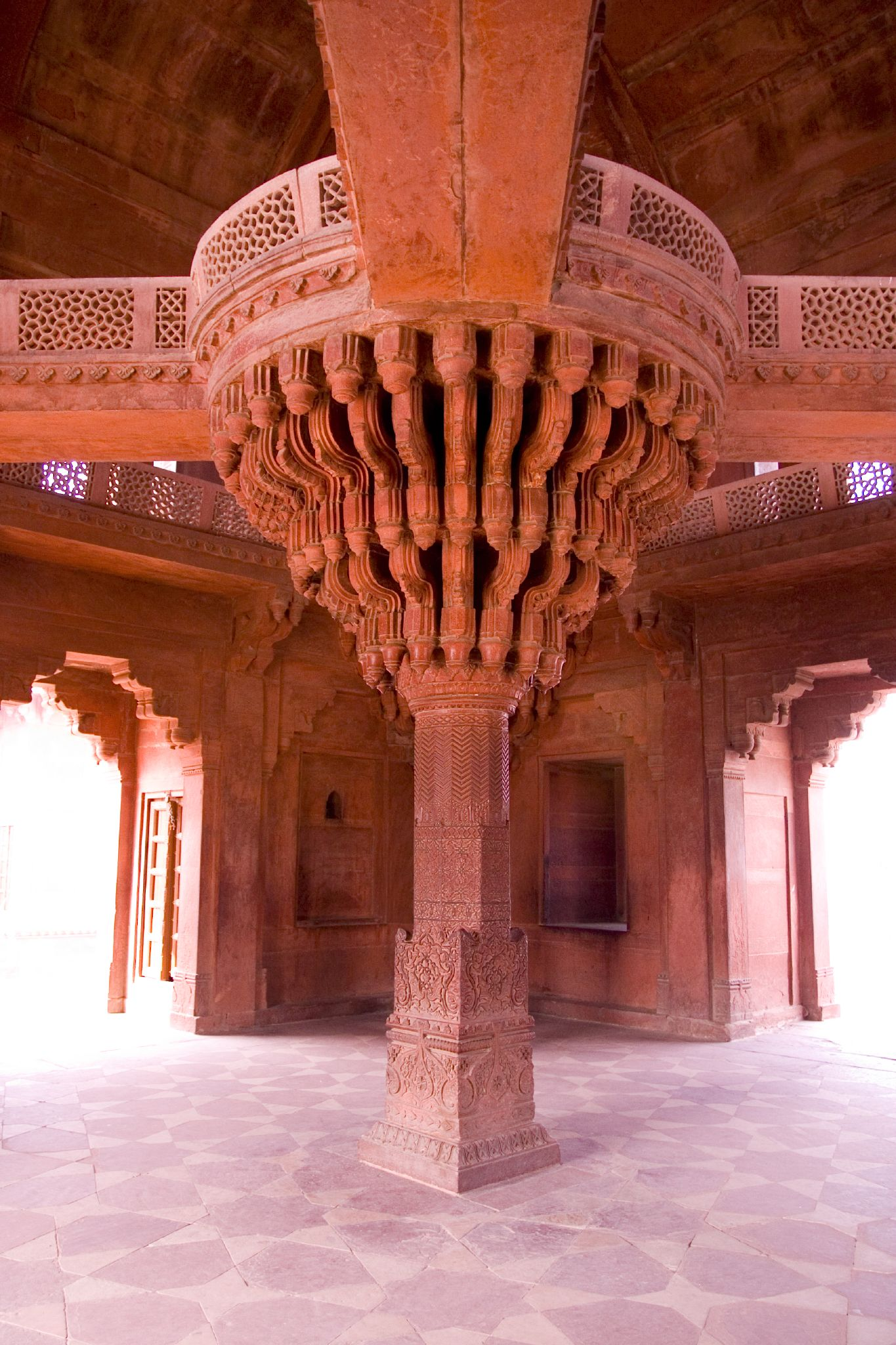
Auf dieser Säule im diwan-i khas, der privaten Audienzhalle in Fatehpur Sikri, stand der Thron Akbars

Hauptstadt des Mogulreiches war die offizielle Residenz des jeweiligen Herrschers, an der auch der kaiserliche Hofstaat und die kaiserliche Familie lebten. Aus politischen und strategischen Überlegungen verlegten die Moguln mehrfach ihren Herrschersitz. Insgesamt dienten fünf Städte zu verschiedenen Zeiten als Hauptstadt: Agra (1526–1540, 1556–1571, 1598–1648), Delhi (1540–1556, 1648–1682, 1707–1858), Fatehpur Sikri (1571–1585), Lahore (1585–1598) und Aurangabad (1682–1707).
Zu Beginn des 16. Jahrhunderts hatte Sikandar II. die Hauptstadt des Delhi-Sultanats von Delhi, das dem Staat seinen Namen verliehen hatte, in das rund 200 Kilometer südlich gelegene, bis dahin unbedeutende Agra verlegt, wo auch Babur ab 1526 als erster Mogul residierte. Humayun plante eine neue Hauptstadt namens Din-panah („Zufluchtsstätte des Glaubens“) am südlichen Stadtrand von Delhi. 1533 erfolgte die Grundsteinlegung, allerdings war die Stadt zum Zeitpunkt der Vertreibung Humayuns aus Indien durch Sher Shah im Jahre 1540 nicht fertiggestellt. Sher Shah verlegte die Residenz wieder nach Delhi und ließ an der Stelle von Humayuns geplanter Hauptstadt die bis heute erhaltene Festung Purana Qila errichten.
Akbar hielt erneut in Agra Hof, bis er sich 1569 für den Bau einer neuen Residenz in dem Dorf Sikri 35 Kilometer südwestlich von Agra entschied. In Sikri lebte ein Angehöriger des muslimischen Chishti-Ordens, zu dem Akbar ein freundschaftliches Verhältnis pflegte. 1571 war der Bau so weit fortgeschritten, dass Akbar seinen Hof dorthin verlegte. Die neue Hauptstadt erhielt den Namen Fatehpur Sikri, verlor ihre Bedeutung jedoch bereits 1585, als Akbar mitsamt seinem Hofstaat nach Lahore zog, um den Feldzügen im Nordwesten des Reiches näher zu sein. Nur ein kleiner Teil der Stadt war weiterhin bewohnt, vermutlich verschlechterte Wassermangel die Lebensbedingungen. Auch Lahore blieb nur vorübergehend Herrschersitz. Nach der erfolgreichen Erweiterung des Mogulreiches nach Nordwesten kehrte Akbar 1598 nach Agra zurück.
Shah Jahan gründete 1638 anlässlich des zehnten Jahrestags seiner Thronbesteigung eine neue Stadt in Delhi. Das nach ihm benannte Shahjahanabad (heute Alt-Delhi) war 1648 weitestgehend fertiggestellt und blieb bis 1858 Residenz der Moguln, mit Unterbrechung von 1682 bis 1707, als sich Aurangzeb in Aurangabad aufhielt, um von dort aus Feldzüge auf dem Dekkan zu führen.
Tatsächlich weilten die Mogulherrscher jedoch meist nur kurze Zeit in ihrer jeweiligen Hauptstadt. Wie eine moderne Untersuchung zeigte, verbrachten die Mogulherrscher zwischen 1556 und 1739 rund 40 Prozent ihrer Regierungszeit in Zeltlagern, entweder weil sie auf Reisen, Feldzügen oder ausgedehnten Jagdausflügen waren. Der bewegliche Hofstaat der Moguln war somit nicht bloß ein Relikt der nomadischen Lebensweise ihrer turkomongolischen Vorfahren, sondern geradezu ein Charakteristikum mogulischer Herrschaftspraxis. Auf diese Weise ließ sich nicht nur Kontrolle vor Ort ausüben, sondern es konnten auch Loyalitäten gefestigt und den Untertanen quasi die „Allgegenwart“ des Herrschers suggeriert werden.
Kaschmir war seit Akbar ein beliebter Aufenthaltsort, doch auch dem Nordwesten des Reiches und dem unruhigen Dekkan statteten die Moguln regelmäßig für jeweils einige Monate Besuche ab. Allein Shah Jahan verlegte während seiner 30-jährigen Regentschaft 36-mal seinen Aufenthaltsort. Auf Reisen wohnten die Moguln in ausgedehnten Zeltlagern, deren Ausstattung stets doppelt mitgeführt wurde, sodass während des Lageraufenthalts des Kaisers bereits ein zweites, identisches Lager am nächsten vorgesehenen Aufenthaltsort errichtet werden konnte. Begleitet wurden sie vom gesamten Hofstaat sowie einer je nach Zweck der Reise schwankenden Zahl an Fußsoldaten und berittenen Einheiten. Als Tragtiere dienten Kamele, Pferde, Ochsen und Elefanten. Wie europäische Beobachter des 17. Jahrhunderts übereinstimmend berichteten, glich der reisende Mogul-Hofstaat einer wandernden Stadt, in der sich mehrere Hunderttausend Personen und ebenso viele Tiere aufhalten konnten.

## Wirtschaft

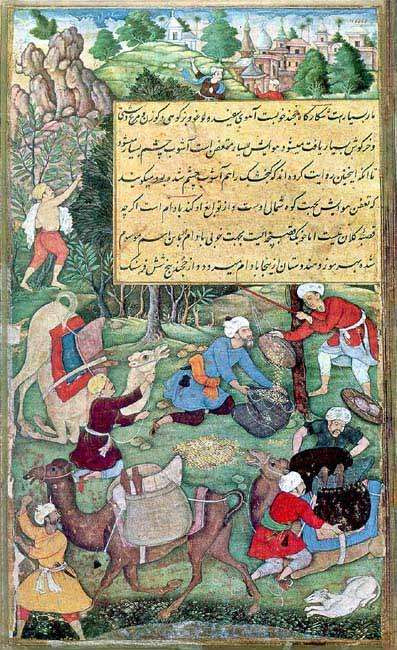
Marktszene in Kand-i Badam, Mandeln werden gewogen und transportiert (Illustration zum Baburnama von Sur Das, um 1598)

### Allgemeines Wirtschaftssystem
Das Mogulreich war ein Agrarstaat, dessen Wohlstand auf landwirtschaftlichen Produktionsüberschüssen beruhte, die in Form von Grundsteuern abgeschöpft und der Staatskasse zugeführt wurden. Indien um 1600 verfügte über ausreichend fruchtbares Ackerland und eine Arbeitsproduktivität, die in etwa der eines westeuropäischen Bauern entsprach, sodass ein Viertel bis die Hälfte des Ernteertrages als Steuer einverlangt werden konnte, wobei den Bauern wenig mehr blieb als zum Überleben nötig. Unter Akbar ersetzten Geldzahlungen zunehmend die zuvor üblichen Naturalienabgaben. Die Steuereinnahmen wurden hauptsächlich für das Militär (einschließlich der militärisch organisierten Verwaltung) und die Hofhaltung der Moguln aufgewendet oder gehortet. Unter Akbars Nachfolgern, besonders Shah Jahan, erhöhte sich der Steuerdruck auf die Bauern, um die immer prunkvollere Hofhaltung und kostspielige Kriegszüge finanzieren zu können. Dennoch lag der durchschnittliche Lebensstandard eines indischen Bauern zur Zeit Shah Jahans noch immer um etwa ein Drittel über dem eines europäischen Landwirts.
Obwohl Akbar wichtige Handelsstraßen ausbessern ließ und die Förderung von Handel und Handwerk etwa durch staatliche Anleihen anregte, blieben staatliche Investitionen in produktive Wirtschaftsbereiche und Infrastruktur die Ausnahme. In den größeren Städten existierten zwar hoch spezialisierte staatliche Manufakturen (Urdu kārkhānā, „Arbeitshaus“; vgl. persisch kārchāne, „Fabrik, Werk, Betrieb“) für die Metallverarbeitung sowie die Herstellung von Textilien, Schmuck und verschiedenen Luxusgütern, ihre gesamtwirtschaftliche Bedeutung war jedoch gering. Auf dem Land stellten Handwerker mit einfachsten Mitteln Gebrauchsgegenstände her, die sie oft gegen Naturalien eintauschten. Die meisten Dorfgemeinschaften waren somit mehr oder weniger autark, die Wirtschaftskreisläufe kleinräumig.

### Landwirtschaft
Der größte Teil der Bevölkerung arbeitete in der Landwirtschaft. Die wichtigsten Anbaupflanzen waren, wie noch heute, Weizen, Reis (vor allem im Osten des Reiches), Hirse und Hülsenfrüchte, außerdem Baumwolle und Jute (in Bengalen). Seit der zweiten Hälfte des 16. Jahrhunderts wurden viele Pflanzen aus Amerika eingeführt, darunter Tabak, Paprika, Kartoffeln, Mais sowie Obstsorten wie Guaven, Ananas und Netzannonen. Aus Persien stammen Weintrauben, die erstmals unter Jahangir kultiviert wurden, und Honigmelonen, eingeführt zur Zeit Shah Jahans. Die Anbaumethoden veränderten sich während der gesamten Mogulzeit kaum. Die Bauern waren keine Leibeigenen, arbeiteten aber für einen Lehnsherren (jagirdar) oder einen adeligen Großgrundbesitzer (Zamindar), der einen Teil der Ernte als Steuer einzog. Die Höhe der Steuer war von der jeweiligen Feldfrucht abhängig. Kommerzielle Anbaupflanzen, etwa Indigo oder Schlafmohn, wurden höher besteuert als Nahrungspflanzen. Die bearbeiteten Schollen waren im Durchschnitt sehr klein, Dürren führten häufig zu Hungersnöten.

### Handwerk
Handwerker waren vorwiegend in den Städten ansässig, wo sie meist in ihren Läden arbeiteten und ihre Waren entweder im Laden selbst oder auf dem Basar auslegten. Nur für Luxusgüter gab es größere private Werkstätten mit Festangestellten. Daneben existierten die bereits erwähnten staatlichen Manufakturen (karkhana). Das weitaus wichtigste Handwerk war die Weberei. Hochburg der Baumwollweberei war Gujarat, eine der reichsten Provinzen, die auch in der Waffen-, Parfüm-, Färbemittel- und Möbelherstellung sowie im Schiffbau eine führende Stellung einnahm. Bengalen produzierte Jute und Rohseide. Die Verarbeitung von Wolle konzentrierte sich auf Lahore und Kaschmir. Teppiche wurden vor allem in den Provinzen Agra und Lahore sowie im Sindh geknüpft. Agra war zudem für Gold- und Silberarbeiten berühmt. In der weiteren Umgebung gab es reiche Erz- und Salpetervorkommen. Salz wurde nahe Jhelam im Punjab und Ajmer in Rajasthan abgebaut. Bihar stellte Holz und Papier her.

### Währung

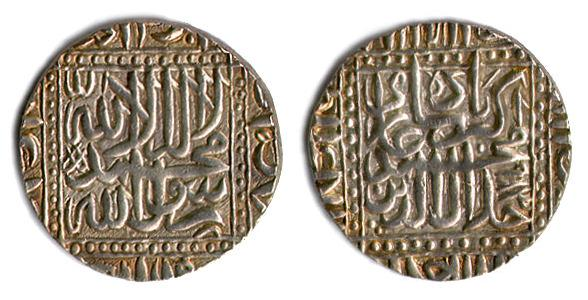
Silberrupie, geprägt im Jahre 983 AH (1575/76 n. Chr.) unter Akbar

Die zunehmende Bedeutung der Geldwirtschaft unter Akbar setzte ein funktionierendes Währungssystem voraus. Bereits Sher Shah hatte die silberne Rupie mit einem Gewicht von rund 11,5 Gramm eingeführt, die unter Akbar endgültig zur gemeinhin akzeptierten Silbermünze des Reiches wurde. Eine Rupie unterteilte sich in 40 kupferne Dam. Zudem führte Akbar den goldenen Mohur mit einem Wert von acht Rupien ein. Schwankende Edelmetallpreise führten zeitweilig zu veränderten Münzwerten. Es gab Dutzende von Prägestätten über das ganze Land verteilt. Selbst nach dem Verfall des Mogulreiches übernahmen zahlreiche indische Staaten bis hin zur Britischen Ostindien-Kompanie (seit 1717 in Bengalen) das Währungssystem und prägten Münzen im Mogulstil.

### Außenhandel
Da Indien selbst arm an Silber- und Goldvorkommen ist, musste der Außenhandel einen steten Zufluss an Edelmetallen für die Münzprägung sichern. Das wichtigste Ausfuhrerzeugnis waren Textilien, zunächst Seidenstoffe, die vor allem in Europa (dort wiederum hauptsächlich in den Niederlanden), aber auch in Südostasien, Japan und Ostafrika gefragt waren. Zur Zeit Jahangirs kamen zwei Drittel der weltweiten Seidenproduktion aus dem Mogulreich. Zur gleichen Zeit drängten zunehmend auch Baumwollstoffe auf den europäischen Markt. Weiterhin waren Gewürze, Rohrzucker, Elfenbein, Tee, Opium sowie Farbstoffe wie Ultramarin, Indigo und Indischgelb bedeutende Exportgüter. Eingeführt wurden neben Edelmetallen vor allem Pferde und Kaffee aus Arabien, Textilien, Teppiche und Wein aus Persien, chinesisches Porzellan, Ebenholz aus Ostafrika und Luxusgüter aus Europa. Der bis ins frühe 16. Jahrhundert blühende Sklavenhandel mit Ostafrika war seit Akbar verboten.
Da die Moguln über keine staatliche Handelsflotte verfügten, beherrschten die Portugiesen im 16. Jahrhundert den Seehandel zwischen Europa und dem Mogulreich (siehe Indienhandel). Im 17. Jahrhundert zerstörten andere europäische Seemächte, allen voran England und die Niederlande, das portugiesische Handelsmonopol. Der Landhandel wurde hauptsächlich über Afghanistan abgewickelt. Von Delhi führte eine der wichtigsten Handelsstraßen über Lahore und Kabul nach Zentralasien und von dort weiter ins Kaiserreich China, eine weitere über Lahore, Multan und Kandahar nach Persien. In östlicher Richtung verlief eine Handelsroute entlang des Ganges über Allahabad und Varanasi sowie durch Bengalen hindurch nach Birma. Für den Anschluss an den Überseehandel von allergrößter Bedeutung war die Verbindung zwischen Agra und dem Haupthafen Surat, die in zwei Alternativstrecken über Burhanpur bzw. Gwalior führte.
Die enge Einbindung in den Welthandel machte das Mogulreich jedoch auch von inneren Entwicklungen seines Hauptabsatzmarktes Europa abhängig. Hatte der Ausbruch des Dreißigjährigen Krieges zunächst für einen sprunghaften Anstieg der Salpeterausfuhren gesorgt, so schlugen sich seine verheerenden wirtschaftlichen Folgen für Mitteleuropa mehr und mehr auch auf die mogulische Handelsbilanz nieder: Ab 1640 nahm das Außenhandelsvolumen ab und bis 1653 war der Export von Baumwolle um 20 Prozent sowie von Gewürzen und Farbstoffen um 15 Prozent gegenüber dem Vorkriegsstand zurückgegangen. Im 18. Jahrhundert, als dem Mogulreich durch fortschreitenden Kontrollverlust über seine Provinzen ein großer Teil der Grundsteuereinnahmen als wichtigste Geldquelle wegbrach, machte sich die Britische Ostindien-Kompanie die wachsende Abhängigkeit des Reiches vom Außenhandel zunutze, indem es den Moguln weitreichende Zugeständnisse abverlangte.

## Religionspolitik

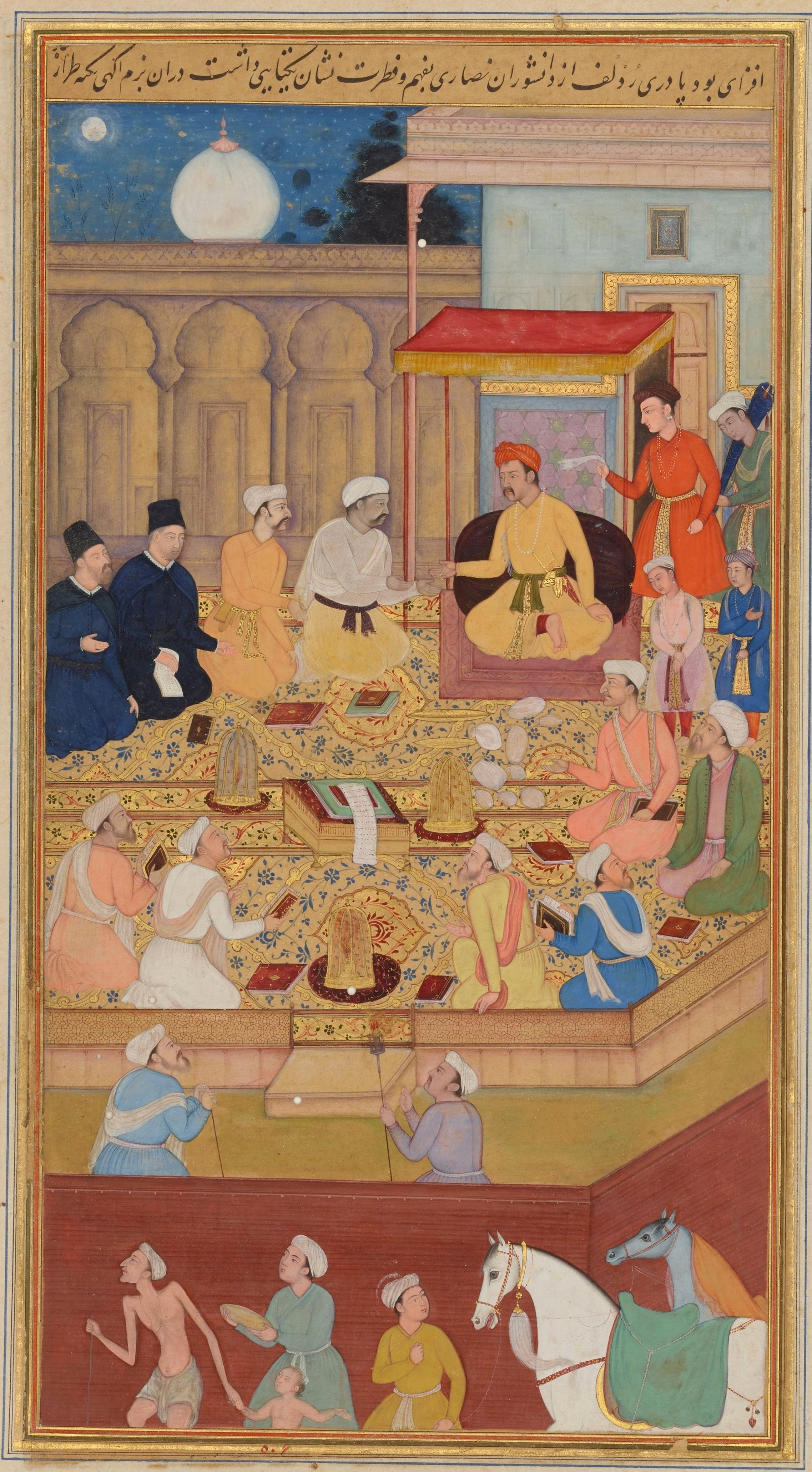
An einer religiösen Debatte in Akbars Versammlungshalle (Ibadat Khana) in Fatehpur Sikri nehmen die beiden Jesuitenpater Rodolfo Acquaviva und Francisco Henriques (links oben) teil. Illustration zum Akbarnama von Nar Singh, um 1605.

Das geographische Verbreitungsgebiet der großen Religionen Islam und Hinduismus in Indien zu Beginn der Mogulzeit entsprach weitestgehend der heutigen Situation. Im Nordwesten (in etwa auf dem Gebiet der modernen Staaten Afghanistan und Pakistan) hatte sich der Islam zu verschiedenen Zeiten des Mittelalters fest als führende Glaubensrichtung etabliert. In der zentralen Gangesebene stellten Muslime lediglich die zahlenmäßig geringe städtische Elite, während die Land- und ein großer Teil der einfachen Stadtbevölkerung fast ausschließlich dem Hinduismus anhingen. Das östliche Bengalen (entspricht dem heutigen Bangladesch) wurde während des 16. und 17. Jahrhunderts, also zur Mogulzeit, allerdings ohne staatliche Lenkung, sukzessive islamisiert. Im mittleren und südlichen Indien dominierte der Hinduismus deutlich, doch gab es auch dort nennenswerte muslimische Minderheiten. Da das öffentliche Leben in Indien in außerordentlich hohem Maße von der Religion geprägt war und zum Teil bis heute ist, nimmt die Religionspolitik der Moguln einen besonderen Stellenwert in der historischen Betrachtung ein.

### Religiöse Toleranz unter Akbar
Akbar erkannte als erster Mogul, dass ein Ausgleich zwischen den beiden großen Religionen Indiens die Autorität der muslimischen Moguln stärken würde. Dabei suchte er die Hindus nicht nur zufriedenzustellen, sondern untrennbar in das mogulische Staatsgefüge einzubinden. Die von Akbar eingeleitete Politik der religiösen Toleranz ist daher vor allem im Kontext einer ausgewogenen, auf dauerhafte Machtsicherung bedachten Staatspolitik zu sehen, obwohl sie sich zum Teil auf persönliche Ansichten Akbars zurückführen lässt. Dies spiegelt sich in den politisch motivierten Heiraten Akbars mit hinduistischen Rajputen-Prinzessinnen und der Vergabe auch hoher Posten in Heer und Verwaltung an Rajputen und andere Hindus wider. Diese Verfahrensweise stellte keineswegs ein Novum in der indischen Geschichte dar – beispielsweise war auch der erste Minister des Sultanats Malwa im frühen 16. Jahrhundert ein Hindu gewesen –, griff aber wesentlich tiefer als unter früheren islamischen Herrschern. Als bedeutendste Maßnahme ist die Abschaffung der religiösen Sondersteuern zu nennen: 1563 die an hinduistischen Wallfahrtsorten erhobene Pilgersteuer und ein Jahr darauf die im Koran festgeschriebene Kopfsteuer für Nichtmuslime (jizya). Akbar ließ auch die Ausübung hinduistischer Riten am Mogulhof zu. Die islamische Zeitrechnung ersetzte er durch ein neues, mit seiner Thronbesteigung beginnendes System. 1582 stiftete er gar eine eigene, synkretistische Religion namens din-i ilahi (persisch „Göttlicher Glaube“), die jedoch keine nennenswerte Anhängerschaft fand. Akbars persönliches und politisches Abrücken vom orthodoxen Islam geschah gegen den Willen der einflussreichen sunnitischen Ulama am Mogulhof, deren Macht er 1579 durch ein Dekret zu beschränken suchte, wonach dem Mogulkaiser das endgültige Entscheidungsrecht in theologischen Rechtsfragen zukam.

### Islamisierung durch Aurangzeb
Erste Anzeichen einer Abkehr von der liberalen Religionspolitik Akbars fallen in die Regierungszeit Shah Jahans. Allmählich erstarkte die orthodoxe muslimische Rechtslehre, begünstigt durch den nachlassenden hinduistischen und schiitischen Familieneinfluss auf den Kaiser. Dennoch blieben Maßnahmen gegen die hinduistische Bevölkerungsmehrheit, wie die 1632 befohlene Zerstörung aller kürzlich erbauten Hindutempel, die Ausnahme. Erst der strenggläubige Aurangzeb brach endgültig mit dem Konzept der annähernden Gleichberechtigung von Moslems und Hindus. Er bestand auf der strengen Einhaltung der Gesetze des Korans, insbesondere der Sittengesetze. Zahlreiche Bräuche am Mogulhof wurden abgeschafft, etwa Musik- und Tanzaufführungen oder die unter Akbar eingeführte Praxis des Mogulkaisers, sich dem Volk auf einem Balkon zu zeigen. Bedeutender waren aber die Versuche, das islamisch-hanafitische Recht in der Öffentlichkeit durchzusetzen. Aurangzeb ließ eine umfangreiche Gesetzessammlung (fatawa-i alamgiri) zur Stützung der islamischen Rechtsprechung anlegen und hob nach islamischem Rechtsverständnis unzulässige Steuern auf. Im Gegenzug ließ er ab 1679 die jizya wieder eintreiben; auch mussten Hindus doppelt so hohe Zollgebühren abführen wie Muslime.
Aurangzebs Religionspolitik zielte auf die Stärkung der islamischen Komponente im Mogulstaat. Sie zog somit zwangsläufig eine Benachteiligung der Hindus mit sich – so wurden viele Hindus aus dem Staatsdienst entfernt oder im Rang herabgestuft –, nicht jedoch eine gezielte Verfolgung. Zwar richtete sich ein Gesetz gegen den Neubau von Hindu-Tempeln, und tatsächlich wurden viele neu errichtete Gotteshäuser der Hindus zerstört, doch standen bereits länger bestehende Tempel unter dem Schutz des Staates. Streitigkeiten unter Hindus wurden weiterhin nach deren eigenem, nicht nach islamischem Recht geschlichtet. Aurangzebs Maßnahmen zur Islamisierung des Reiches trafen daneben nicht nur Andersgläubige, sondern auch von den Geboten der Hanafiten abweichende Muslime. Oft dienten religiöse Begründungen auch nur als Vorwand für machtpolitische Entscheidungen, wie im Falle der Hinrichtung von Aurangzebs Brüdern oder der Machtbeschneidung der Rajputenfürsten. Aurangzebs Versuche, das Reich durch eine streng islamische Ausrichtung noch einmal zu festigen, waren nicht die entscheidende Ursache für das innere Auseinanderbrechen des Mogulreiches nach seinem Tode, doch trug die negative Wahrnehmung dieser Maßnahmen durch die hinduistische Bevölkerungsmehrheit neben wirtschaftlich-sozialen, regionalen und militärischen Faktoren zur Aushöhlung der mogulischen Machtposition bei.

## Kunst und Kultur
Die Epoche der Moguln prägte die indische Kunst und Kultur besonders in den Bereichen Architektur, Malerei sowie Sprache und Literatur nachhaltig. So stammen einige der bedeutendsten Baudenkmäler des indischen Subkontinents aus jener Zeit. Die ursprüngliche Sprache war das Tschagataische, in der Babur auch seine Autobiografie verfasste. Die aus Persien übernommene Tradition der Miniaturmalerei wurde am Hof gepflegt, ebenso die Dichtkunst in persischer Sprache, später auch in Urdu. Da die höfische Kultur von den Mogulkaisern in unterschiedlichem Maße gefördert wurde, hatten die individuellen Vorlieben der Herrscher starken Einfluss auf das Kunstschaffen ihrer jeweiligen Epoche. Die frühen Moguln Babur und Humayun waren noch tief in der persisch geprägten Kultur ihrer zentralasiatischen Heimat verwurzelt, doch etwa seit Mitte des 16. Jahrhunderts entstand in der Bildenden Kunst ein eigenständiger Mogulstil unter Verschmelzung der persischen und zentralasiatischen islamischen Kunst mit indischen, insbesondere hinduistischen, Elementen und der Herausbildung einer eigenen Formensprache. Die zahlreichen Künstler und Gelehrten ausländischer Herkunft am Mogulhof spiegeln die verschiedenen kulturellen Einflüsse wider, gleichermaßen die ethnische Zusammensetzung des Adels: Es gab Perser (Iranis), Türken (Turanis) verschiedener, zumeist zentralasiatischer Herkunft, muslimische Inder, Paschtunen (Afghanen) und hinduistische Rajputen.

### Architektur
Die Epoche der islamischen Architektur auf dem indischen Subkontinent begann gegen Ende des 12. Jahrhunderts, als die Ghuriden in Nordindien Fuß fassten. Bereits in später vormogulischer Zeit entstand in einigen Randregionen Indiens, besonders in Gujarat, ein stark hinduisierter Mischstil, in dem indische Elemente – etwa die plastische Fassadengestaltung und die Verwendung von Pfeilern und Säulen – die Konzeption islamischer Baukunst auflockern. Die vormogulische indo-islamische Architektur des Nordens beherrschen gleichwohl strenge, mehr auf Fläche denn auf Form beruhende Vorstellungen, die sich vorwiegend an arabisch-vorderasiatischen Vorbildern orientierten. Viele der erhaltenen Bauten aus der Regierungszeit Sher Shahs (1540–1545), darunter die Festung Purana Qila in Delhi und Sher Shahs Grabmal in Sasaram (Bihar), weisen aber bereits starke einheimische Züge auf; sie nehmen einzelne Merkmale der späteren Mogularchitektur voraus. Die wichtigsten Gebäudeformen der Mogularchitektur sind die Moschee (masjid), das Mausoleum oder monumentale Grabmal (maqbara), der Palast (mahal) sowie die Festung (qila).

#### Früher Mogulstil

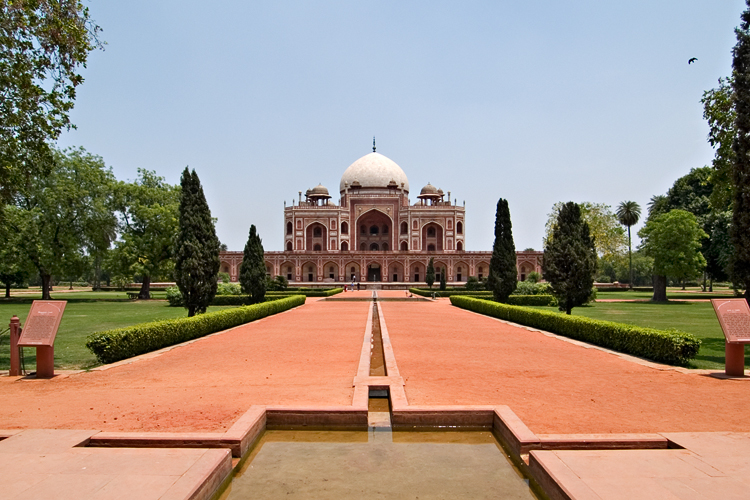
Erster Meilenstein des Mogulstils: Humayuns Grabmal (1562–1570) in Delhi

Zur Zeit Akbars (reg. 1556–1605) nahm der indische, aber auch der persische Einfluss so weit zu, dass sich der Mogulstil herausbilden konnte, der keineswegs nur einen eklektizistischen Mischstil darstellt, sondern sich sowohl durch einen hinduistischer Tradition entstammenden verspielten Formwillen als auch einen eigenwilligen Hang zum dekorativen Luxus von früheren Bauwerken abhebt. Ungewöhnlich starken indischen Charakter tragen die zierlichen, auf zahlreichen Säulen ruhenden Palastanlagen in Akbars Hauptstadt Fatehpur Sikri, nachempfunden dem Palast der Radschas von Gwalior. Sie wurden später nicht wieder aufgegriffen, spiegeln aber Akbars tolerante Geisteshaltung auch in künstlerischen Belangen wider. Als erster für die weitere Entwicklung richtungsweisender Bau gilt das zwischen 1562 und 1570 in rotem Sandstein errichtete Grabmal Humayuns in Delhi. Seine hohe, dominante Kuppel trägt im Gegensatz zu den flacheren Kuppeln, wie sie zuvor in Indien üblich waren, eindeutig persische Züge, ebenso die rings um den achteckigen Haupt- und Unterbau angeordneten, nach außen offenen Bogennischen (Iwane). Westindischen Ursprungs (Rajasthan) sind dagegen die kleinen, für fast alle Mogulbauwerke charakteristischen Gewölbepavillons (chhatri) auf dem Dach. Die Einlegearbeiten der Wände bedienen sich sowohl abstrakter, geometrischer Muster aus islamischer Tradition als auch unter indischer Einwirkung entstandener Pflanzenmotive.
Die Verwendung von rotem Sandstein als Baustoff, der den Fassaden eine besondere Farbigkeit verleiht, ist eines der kennzeichnenden Merkmale der frühen Mogularchitektur. Für die Roten Forts von Delhi und Agra ist er sogar namensgebend. Seit Jahangir (reg. 1605–1627) wurde zunehmend auch weißer Marmor für dekorative Zwecke genutzt. Ein frühes Beispiel dafür ist Akbars Grabmal, erbaut zwischen 1612 und 1614, in Sikandra nahe Agra. Das vorstehende, hoch aufragende Portal (pishtaq) des ansonsten flachen Sandsteinbaus ist mit marmornen Einlegearbeiten ausgeschmückt, auch die zahlreichen chhatris bestehen ganz oder teilweise aus weißem Marmor. Zudem wird das Eingangstor zur umgebenden Gartenanlage von vier marmornen Minaretten gekrönt – ein wieder mehr an persischen Vorbildern orientiertes Merkmal, das bei späteren Bauprojekten vielfach Nachahmung fand.

#### Blüte und Spätzeit des Mogulstils

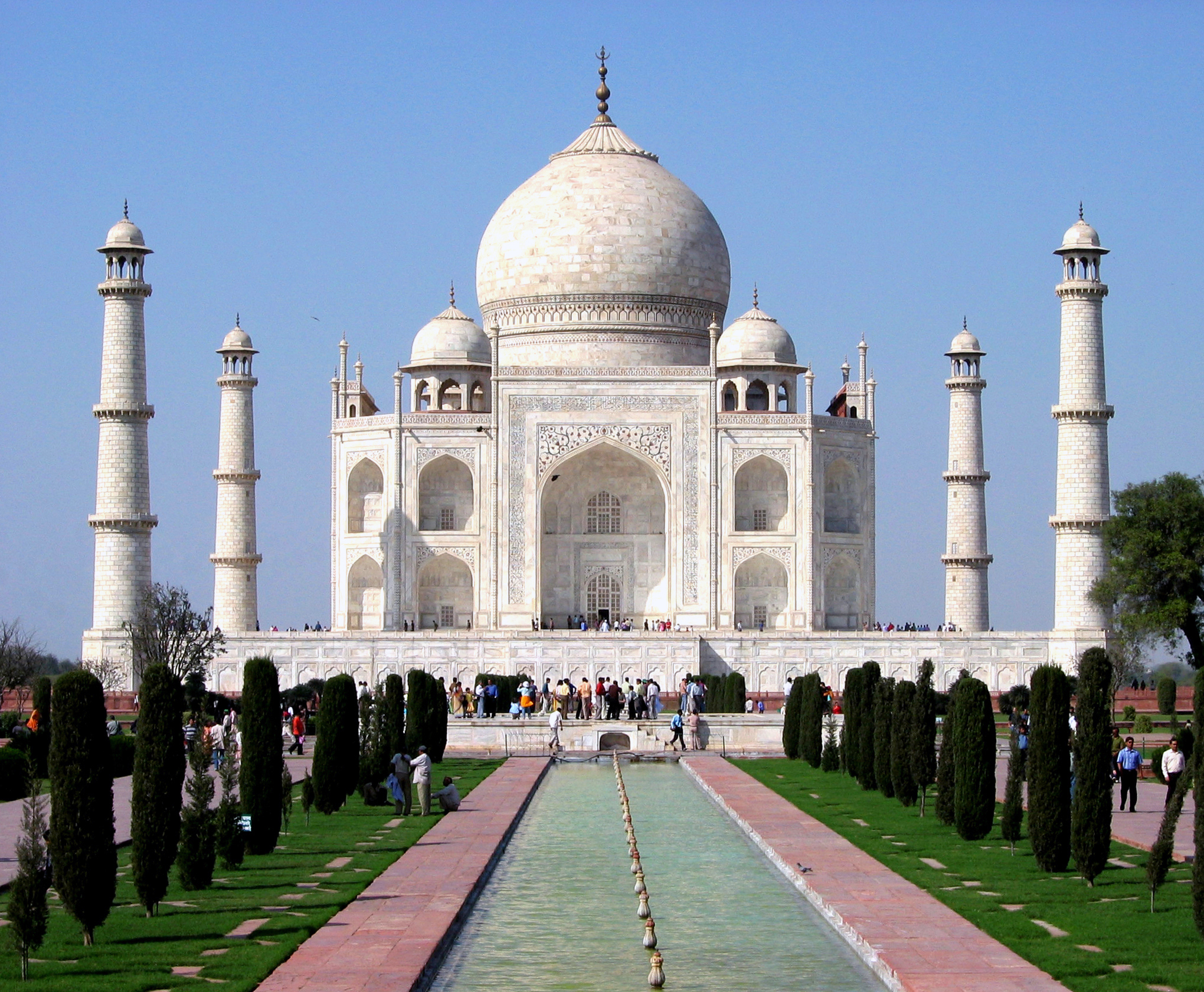
Höhepunkt der Mogularchitektur: Taj Mahal (1632–1648) in Agra

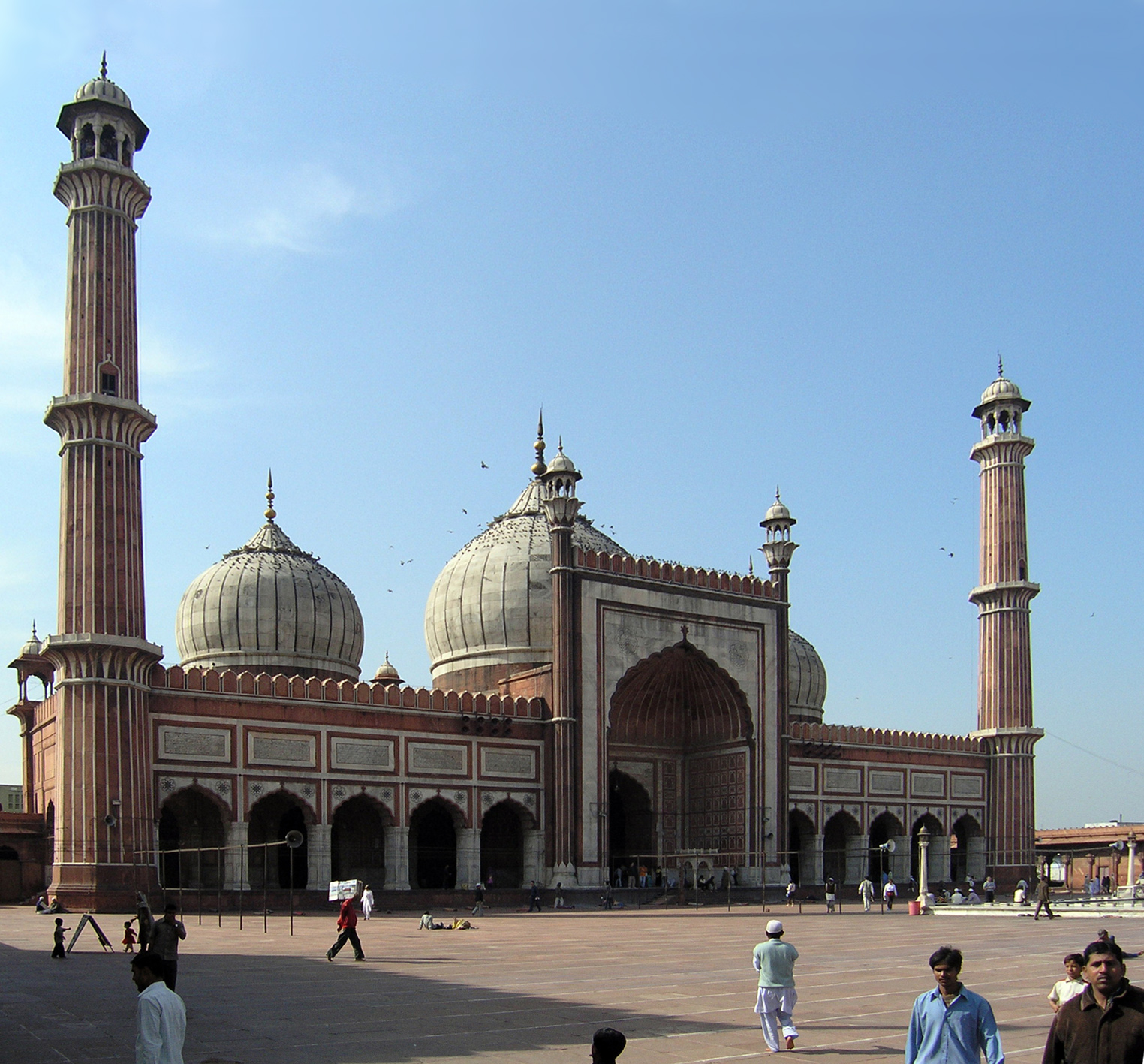
Jama Masjid (um 1650) in Delhi

Der Mogulstil der Shah-Jahan-Zeit (1628–1657) ist zwar weniger experimentierfreudig, aber ausgereifter als die Architektur Akbars. Islamisch-persische Elemente treten wieder mehr in den Vordergrund – eine Tendenz, die sich schon unter Jahangir andeutete –, ohne jedoch die persische Architektur der Epoche zu imitieren, denn der indische Anteil bleibt auch unter Shah Jahan allgegenwärtig. Neu ist die Verwendung von Stuck. Am Beginn steht das zwischen 1622 und 1628 errichtete Grabmal des Ministers Itimad ud-Daulah in Agra. Es besteht überwiegend aus weißem Marmor und weist nun auch am Hauptbau vier Minarette an den Eckpunkten auf. Die Maße sind noch verhältnismäßig bescheiden, im Gegensatz zum einschließlich Podium 73 Meter hohen Taj Mahal, wiederum einem Grabmal, mit dem der Mogulstil zu höchster Harmonie und Formvollendung gelangte. Shah Jahan ließ es 1632–1648 in Marmor für seine Frau Mumtaz Mahal errichten. Es besteht aus einer von einer Zwiebelkuppel überragten quadratischen Zentralhalle, um die vier kleinere, vollständig symmetrische Hallen mit je einem großen und vier kleineren Iwanen angeordnet sind. An den Eckpunkten der quadratischen Plattform befindet sich jeweils ein freistehendes Minarett. Die Fassade schmücken Reliefs und Mosaiken aus Edel- und Halbedelsteinen. Eine Nebenentwicklung stellt der vor allem in Lahore vertretene nordwestliche Regionalstil dar, der vom persischen Stil überlagert ist. So dienen statt Marmor und Sandstein Ziegel als Baustoff, und zur Wandverkleidung werden vielfarbig glasierte Kacheln eingesetzt. Stellvertretend für diese Stilrichtung ist die Wasir-Khan-Moschee (1634/35) in Lahore.
In der Zeit Aurangzebs (reg. 1658–1707) dominieren Sakralbauten, zum einen wegen den persönlichen Neigungen des als strenggläubig geltenden Mogulkaisers, zum anderen wegen wirtschaftlicher Schwierigkeiten, die die Fortführung der Bautätigkeit zu weltlichen, repräsentativen Zwecken im bisherigen Ausmaß unmöglich machte. Die weltliche Architektur erreichte daher nicht den Prunk früherer Bauwerke. Das Bibi-ka Maqbara in Aurangabad, das Grabmal einer Frau Aurangzebs, ähnelt zwar äußerlich dem Taj Mahal, ist jedoch wesentlich kleiner und verzichtet auf kostbaren Dekor. Dagegen zählen die zierliche Perlmoschee im Roten Fort von Delhi und die imposante Badshahi-Moschee in Lahore neben der unter Shah Jahan errichteten Jama Masjid in Delhi zu den Höhepunkten der mogulischen Sakralarchitektur.

#### Nawabi-Stil
Der einsetzende Verfall des Mogulreiches gegen Ende von Aurangzebs Regierungszeit begünstigte die Entwicklung von Regionalstilen, unter denen der Nawabi-Stil in Avadh herausragt. Er ist vor allem mit der Stadt Lucknow verbunden, wo sich die bedeutendsten Beispiele dieses Stils finden, darunter die Bara Imambara, eine monumentale, dreistöckige Versammlungshalle der Schiiten aus dem Jahre 1784. Sie ist Teil eines Gebäudekomplexes zu der unter anderem eine Moschee und mehrere Torbauten gehören. Obwohl die Bara Imambara nicht zur Verteidigung diente, greift sie Elemente der mogulischen Festungsarchitektur, zum Beispiel Zinnen, auf. Im 19. Jahrhundert verstärkten sich europäische Einflüsse. Umgekehrt regte der Mogulstil die Entstehung einer eklektizistischen Kolonialarchitektur an.

#### Gartenarchitektur

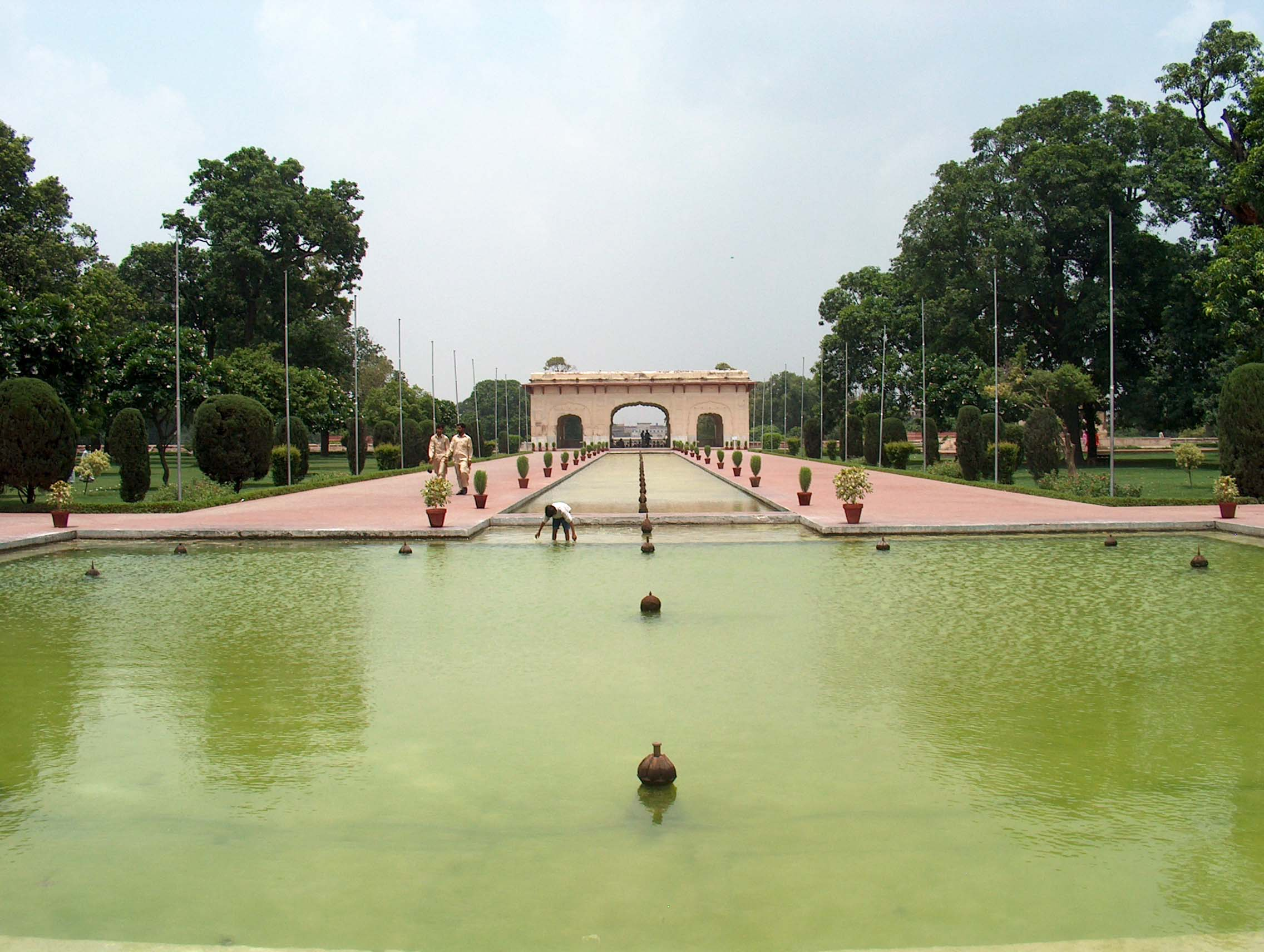
Shalimar-Gärten, durch Shah Jahan um 1641 in Lahore angelegt

Aus zentralasiatischer Tradition stammt die Vorliebe der Moguln für weitläufige, ummauerte Gartenanlagen (rauza), die meist Teil eines Gebäudekomplexes, seltener eigenständig sind. Babur ließ während seines Aufenthalts in Kabul zum Teil bis heute erhaltene Gärten anlegen. Es lassen sich zwei Schemata von Mogulgärten unterscheiden. Der erste, char bagh (Vierergarten) genannte Typ ist quadratisch und wird von steinernen Kanälen durchzogen, die das Gelände in vier symmetrische Abschnitte gliedern und z als Sichtachsen dienen. Das bekannteste Beispiel ist der Shalimar-Garten von Srinagar in Kaschmir. Palast- und Grabanlagen werden oft durch einen char bagh ergänzt. Der zweite Typ ist der Terrassengarten, der durch die Shalimar-Gärten in Lahore herausragend vertreten ist.

### Malerei

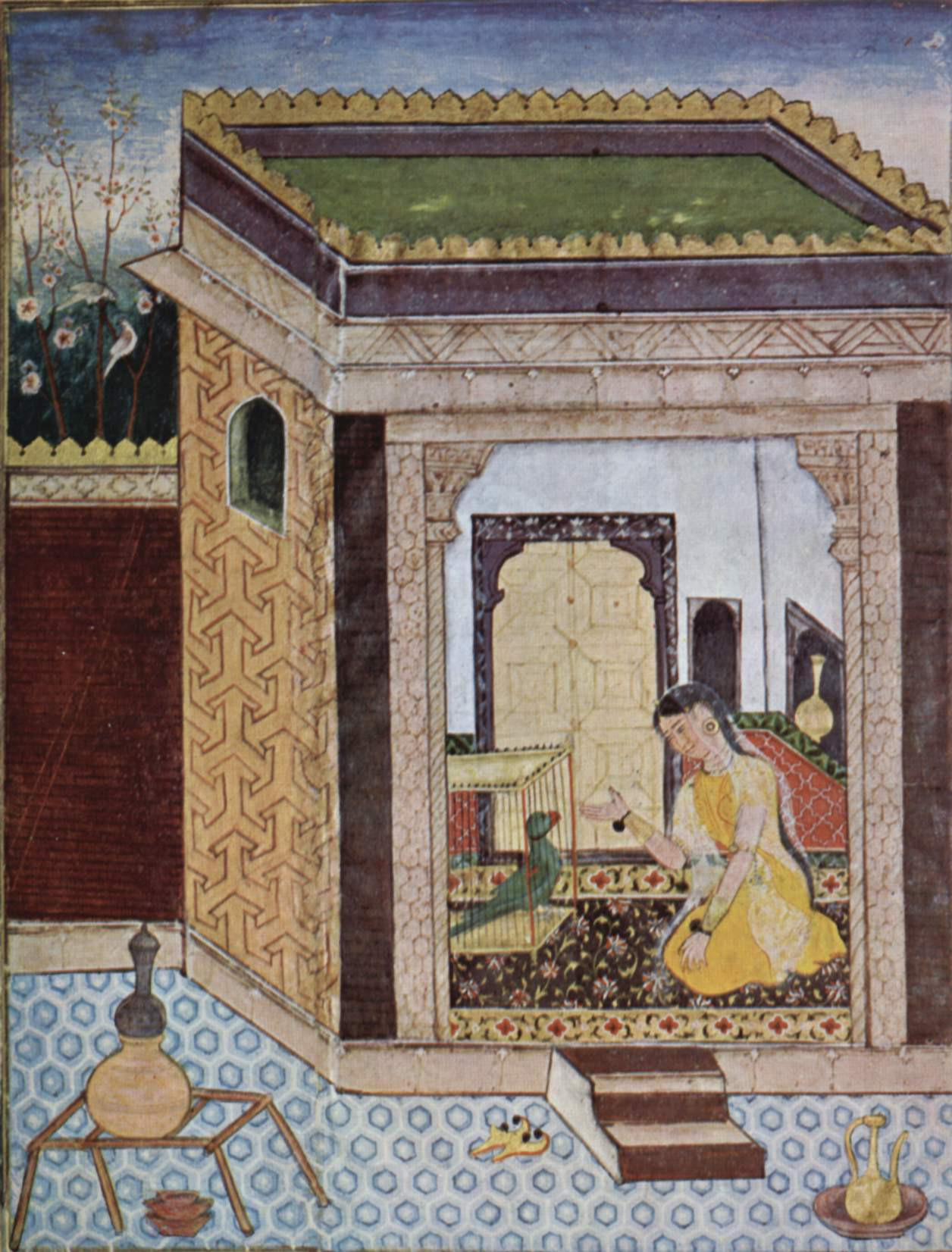
Mädchen mit Papagei, Illustration aus dem „Papageienbuch“ (Tutinama) im Mogulstil, um 1580

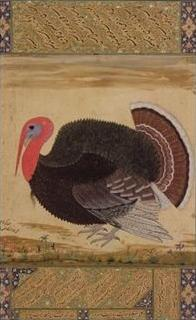
Truthahn, Miniatur von Mansur, 1612

Im Mogulreich gab es mehrere hochstehende Malerschulen. Neben der akademischen Mogulmalerei der islamischen Fürstenhöfe sind die von den hinduistischen Rajas gepflegte Rajputenmalerei sowie die provinziellere, musikinspirierte Ragamala-Malerei zu nennen.

#### Mogulmalerei
Die Mogulmalerei leitet sich aus persischen (safawidischen) und timuridischen Maltraditionen ab, hat aber auch indische Elemente absorbiert. Bemerkenswert erscheint, dass sie auch Menschen, Tiere und Pflanzen abbildet – der Koran enthält zwar kein ausdrückliches Bilderverbot, gleichwohl wird die figürliche Darstellung von Lebewesen in der islamischen Kunst bis heute oft vermieden.
Die höfische Malschule entstand unter Humayun, der bei seiner Rückkehr aus dem persischen Exil im Jahre 1555 zwei persische Maler, Mir Sayyid Ali und Khwaja Abd as-Samad, am indischen Mogulhof eingeführt hatte. Sie beschränkt sich auf Miniaturen, die zur Illustration von Büchern meist im Hochformat geschaffen wurden. Die Themen sind überwiegend weltlich. Übliche Motive sind Darstellungen des Hofes, Jagdszenen, Abbildungen von Tieren und Pflanzen, Illustrationen von Chroniken und Dichtungen sowie – zum ersten Mal in der indischen Kunstgeschichte – Porträts führender Persönlichkeiten einschließlich der Herrscher selbst.
Die Datierung der Miniaturen ist mitunter schwierig, da viele Gemälde, einschließlich der Künstlernamen und Datierungsangaben, von Künstlern späterer Epochen kopiert wurden.
Eines der frühesten datierbaren Werke ist eine zwischen 1558 und 1573 unter Akbars (1556–1605) verfasste Handschrift des Hamzanama. Viele der Miniaturen aus der Zeit Akbars illustrieren historische Ereignisse: Akbar ließ nicht nur seine Biografie, das Akbar-nāma, sondern auch die Chroniken Baburs und Timurs reich bebildern. Einen hohen Stellenwert in der Kunst der Akbar-Zeit genießen die Miniaturen des „Papageienbuches“ (Tutinama). Bekannte Künstler der Epoche waren Daswanth, Basawan und dessen Sohn Manohar. Unter Akbar gelangten ab 1580 durch portugiesische Missionare erstmals europäische Gemälde an den Hof.
Ihre Blütezeit erlebte die Mogulmalerei unter Jahangir (reg. 1605–1627), der ein außerordentliches Interesse an der Malerei hatte. Jahangir legte wenig Wert auf Massendarstellungen, wie sie unter Akbar üblich waren. Stattdessen forderte er eine möglichst realistische Darstellung von Personen und Dingen. Dies kommt unter anderem in zahlreichen naturalistisch wirkenden Abbildungen der indischen Tier- und Pflanzenwelt sowie in äußerst detailgetreuen Porträts, die in Alben gesammelt wurden, zum Ausdruck. Während zuvor oft mehrere Künstler an einem Gemälde gearbeitet hatten, waren die meisten Malereien der Jahangir-Zeit Einzelwerke. Dadurch entstanden weniger Kunstwerke, die aber ein höheres Niveau erreichten. Auch europäische Einflüsse machen sich bemerkbar, wenn auch nur in geringem Maße. Jahangir wies seine Hofmaler an, europäische Kunstwerke zu studieren und deren Stil zu kopieren. In der Folge fanden Miniaturporträts nach europäischem Vorbild ebenso Eingang in die Mogulkunst wie der christlichen Heiligendarstellungen entnommene Heiligenschein, der nun das Haupt des Herrschers schmückte.
Der Malstil unter Shah Jahan (reg. 1627–1657/58) unterscheidet sich kaum von dem der Jahangir-Zeit. Es entstanden hauptsächlich höfische Szenen, in denen der Kaiser im Mittelpunkt steht, und Sittenbilder. Aurangzeb (reg. 1658–1707) vernachlässigte die Pflege der Malerei. Viele Künstler verließen den Mogulhof, trugen aber zum Aufblühen der Regionalschulen des 18. Jahrhunderts bei, etwa in Rajasthan, wo sich im 16. Jahrhundert parallel zum Mogulstil der Rajputenstil herausgebildet hatte. Der höfische Mogulstil selbst erlosch gegen Ende des 18. Jahrhunderts.

#### Rajputenmalerei
Die Rajputenmalerei ist der Mogulmalerei stilistisch ähnlich und wurde auch von ihr nachhaltig beeinflusst. Sie wurde jedoch nicht am islamischen Kaiserhof gepflegt, sondern an den Höfen der hinduistischen Fürsten der Provinz. Anders als die Mogulmalerei setzt sie nicht auf weltliche, sondern meist auf religiöse Themen.

#### Ragamala-Malerei
Die Ragamala-Malerei ist eine spezielle Form der indischen Miniaturmalerei, die den musikalischen Ausdruck eines Ragas als einem melodischen Gerüst in der klassischen indischen Musik in eine Bildsprache überträgt.

### Sprache und Literatur

#### Sprache
In der Frühzeit der Moguln konkurrierten das Persische, das bereits im Sultanat von Delhi als Beamtensprache verbreitet war, und das Tschagataische (zur damaligen Zeit als türki, „Türkisch“, bekannt), die Muttersprache des Reichsgründers Babur, um den Status der Hof- und Amtssprache, während der Großteil der Bevölkerung des Mogulreiches im Alltag eine indoarische Sprache benutzte. Spätestens nach dem Ende von Humayuns langem Exil in Persien hatte sich das Persische durchgesetzt und wurde von Akbar zur Verwaltungssprache erhoben. Persisch war von nun an die Sprache des Königs, der königlichen Familie und des Hochadels (Fārsī-e Darī, „Persisch der höfischen Gesellschaft“). Das ist nicht nur auf Akbars ungewöhnliches Interesse an der persischen Sprache und Literatur und auf die engen kulturellen Beziehungen der Moguln zu Persien zurückzuführen, sondern auch auf die hohe Anerkennung, die das Persische als lingua franca in einem großen Teil Vorder- und Zentralasiens im 16. Jahrhundert genoss. Ohne Zweifel wurde diese Entwicklung auch vom gleichzeitigen Niedergang des Tschagataischen unter den Usbeken begünstigt. Türki diente aber dennoch über Generationen als private Sprache der kaiserlichen Familie. Das Interesse der Kaiser an türki war unterschiedlich und wechselhaft. So waren Akbar und sein Sohn Jahangir nicht besonders versiert, während Aurangzeb deutlich mehr Interesse an der Sprache seiner Vorfahren zeigte, obgleich auch er im täglichen Gebrauch das Persische bevorzugte. Vermutlich war der 1819 verstorbene Azfari der letzte Mogulprinz, der die Sprache noch beherrschte. In den Heerlagern der Moguln entwickelte sich auf Grund der ethnisch heterogenen Zusammensetzung eine Mischsprache aus persischen, arabischen, türkischen und indoarischen Elementen, deren Name Urdu auf das türkische Wort ordu „Heer, Streitmacht“ zurückgeht. Urdu löste in der ersten Hälfte des 18. Jahrhunderts das Persische als Hofsprache ab und wird bis heute als Variante des Hindustani in persisch-arabischer Schrift von vielen Muslimen in Indien und Pakistan verwendet. Seit 1947 ist Urdu die National- und Staatssprache Pakistans.

### Musik

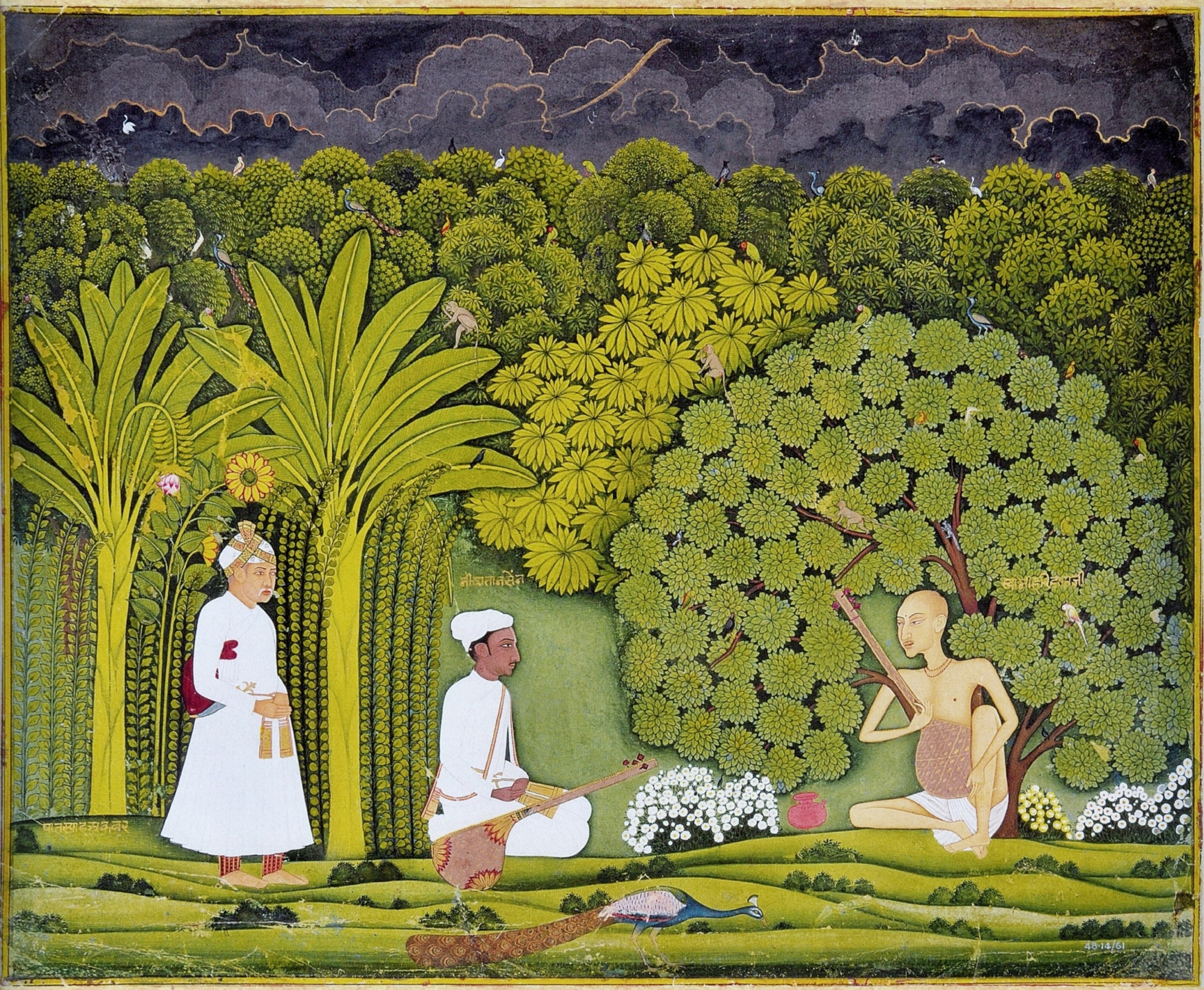
Akbar (links) und sein Hofmusiker Tansen (Mitte) besuchen den Musiker Swami Haridas in Vrindavan, Miniatur im Rajasthani-Stil (Jaipur / Kishangarh), um 1750

Akbar zeigte großes Interesse an der Musik, ebenso Shah Jahan. Beide förderten die Musikkultur am Mogulhof. Aurangzeb ließ dagegen musikalische Darbietungen am Hofe verbieten, da sie seinen religiösen Auffassungen widersprachen. Im orthodoxen Islam spielt die Musik eine untergeordnete Rolle, während im Sufitum hingebungsvolle Gesänge einen wichtigen Bestandteil der religiösen Praxis darstellen. Die höfische Musik der Moguln diente aber in erster Hinsicht der Unterhaltung und ist daher weltlich. Die meisten Hofmusiker waren Hindus, wodurch die Mogulmusik eine außergewöhnlich starke indische Prägung erhielt. Charakteristisch ist der ursprünglich hinduistische Raga, das melodische Grundgerüst, das häufig Bezüge zu bestimmten Tages- oder Jahreszeiten und der damit verbundenen Stimmung herstellt. Gesänge wichen zunehmend reiner Instrumentalmusik, in der neben einheimischen auch persische Instrumente wie die Sitar zum Einsatz kamen. Die höfische Musik der Moguln bildet die Grundlage der bis heute in Nordindien gepflegten Klassik („Hindustani-Musik“). Als bedeutendster Musiker der Mogulzeit gilt der Hindu Tansen (1506–1589). Von der höfischen Kultur entscheidend geformt wurde auch der heute besonders im nordindischen Bundesstaat Uttar Pradesh gepflegte klassische Tanz Kathak.

## Nachwirkung

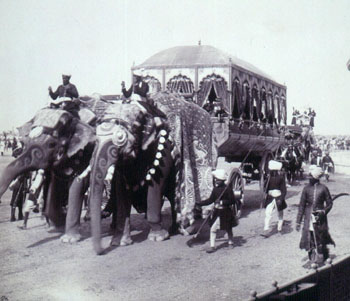
Elefantenkutsche des Maharadscha von Rewa auf dem Delhi Durbar von 1903 anlässlich der Krönung Eduards VII. zum Kaiser von Indien. Auf den Delhi Durbars von 1877, 1903 und 1911 ließen sich die britischen Monarchen, persönlich oder stellvertretend durch den Vizekönig, als Kaiser von Indien durch indische Fürsten huldigen. Mit den prachtvoll inszenierten Zeremonien und der Bezeichnung Durbar knüpften sie an die Durbars (Versammlungen des Hofstaates, Audienzen) der Moguln an.

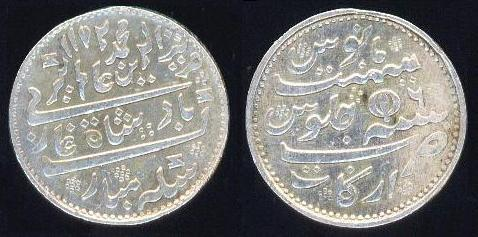
Silberrupie der Präsidentschaft Madras der Britischen Ostindien-Kompanie im Namen von Großmogul Alamgir II. (reg. 1754–1759), Jahr: 1172 AH (1758/59 n. Chr.), tatsächlich erst zwischen 1817 und 1835 geprägt

Obwohl die Zentralgewalt der Moguln nach dem Tode Aurangzebs rasch verfiel, erklärte keiner der neu entstehenden Regionalstaaten seine Unabhängigkeit. Die faktisch selbstständigen Dynastien regierten formal weiterhin im Namen des Kaisers, dessen Macht als Herrschaftslegitimation diente. Entscheidenden Anteil daran hatte die feste ideelle Verankerung der regionalen Eliten im mogulischen Machtgefüge und die damit verbundene starke Durchdringung durch die indo-persische Kultur. Im 18. Jahrhundert bildete sich ein regelrechter „Mogul-Mythos“ heraus, dem sich sogar die Briten unterwarfen. Sie verwendeten mogulische Titel und beteiligten sich an formalen Respektsbekundungen gegenüber dem Kaiser, bis sich die Britische Ostindien-Kompanie als dessen Schutzmacht in Delhi festsetzen konnte. Das rituelle Ansehen des Moguls stand nun dem Hegemonialstreben der Kompanie im Wege. 1814 scheiterte sie mit dem Versuch, den Nawab von Avadh anstatt des Kaisers durch die anderen aus dem Mogulreich hervorgegangenen Dynastien als souveränen Herrscher anerkennen zu lassen. Dass Avadh einige Jahre darauf schließlich doch seine Unabhängigkeit erklärte, wurde von den anderen Herrscherhäusern ignoriert. Sie betrachteten den pad(i)shah von Avadh weiterhin als nawab wazir unter nomineller mogulischer Oberhoheit. Noch während des Aufstandes von 1857 gegen die britische Fremdherrschaft spielte der faktisch machtlose letzte Mogul Bahadur Shah II. eine wichtige Rolle als symbolische Führungsfigur der aufständischen Inder. Der Titel „Kaiserin von Indien“ für Königin Victoria (1877) sollte nicht nur die Gleichrangigkeit der britischen Monarchie mit dem deutschen Kaiser untermauern, sondern auch an die Autorität der Mogulkaiser in Indien anknüpfen. Ebenso griffen die Delhi Durbars, die prachtvoll inszenierten Feierlichkeiten anlässlich der Krönung britischer Monarchen als Kaiser von Indien, die Tradition der mogulischen darbars (Versammlungen des Hofstaates) auf.
Der Beamtenapparat der Moguln im 18. Jahrhundert wurde sowohl von den Regionaldynastien als auch von den Briten weitgehend übernommen. Die Einteilung der großen Verwaltungseinheiten in Distrikte mit einem hohen Steuerbeamten an der Spitze besteht in Indien, Pakistan und Bangladesch noch immer. Bis in die erste Hälfte des 19. Jahrhunderts hinein rekrutierte sich der Großteil der indischen Beamten in Diensten der Kolonialherren aus muslimischen Beamtenfamilien, die bereits den Moguln gedient hatten. Großmogul Shah Alam II. übertrug den Briten 1765 die diwani, also das Recht auf Steuereintreibung und die Ausübung der zivilen Gerichtsbarkeit, in Bengalen und Bihar. Das mogulische Steuersystem wurde fortgeführt, bis die Kompanie 1793 mit dem Permanent Settlement die Zamindare, die ursprünglich im Namen der Moguln Steuern eintrieben, zu De-facto-Eigentümern des von ihnen verwalteten Landes und die darauf ansässigen Bauern zu Pächtern machte.
Während Besitzverhältnisse und Steuerwesen nach britischen Vorstellungen umgestaltet wurden, erfuhr das Währungssystem keine wesentlichen Änderungen. Die Kompanie prägte bis 1835 Silbermünzen im Namen des Mogulkaisers. Das Raugewicht der Rupie wurde von den Moguln übernommen und blieb bis zur Abschaffung der Silberwährung im Jahre 1945 unverändert. Hierin zeigt sich die nachhaltige standardisierende Wirkung des Mogulreiches. So ging eng mit der Reform des Münzwesens die Vereinheitlichung von Maßen und Gewichten einher, von denen einige neben den offiziellen metrischen Einheiten auch heute noch in Südasien verwendet werden, etwa die Gewichtseinheiten ser (0,933 Kilogramm) und tola (11,66 Gramm). Auch terminologische Festlegungen wirken bis heute nach: Das vereinheitlichte politische und administrative Vokabular der Mogulzeit hat den modernen Sprachgebrauch nordindischer Sprachen mitgeprägt. Zugleich schufen die Moguln durch die Standardisierung von Ortsbezeichnungen (Regionen, Städte, Straßen) dauerhaft neue lokale Identitäten. Titel und Amtsbezeichnungen der Mogulzeit wurden vielfach zu modernen Familiennamen.
Die kulturellen Nachwirkungen der Mogulherrschaft sind bis heute allgegenwärtig. Elemente des Mogulstils fanden Eingang in die eklektizistische Kolonialarchitektur. Vor allem der britisch-indische Pavillon- und Landhausstil nahm zahlreiche Anleihen bei den Moguln, ebenso die Garten- und Parkgestaltung. Merkmale der Mogularchitektur prägen in der westlichen Welt bis heute die Wahrnehmung von Baudenkmälern als „typisch indisch“. Besonders hervorzuheben ist die vermittelnde Rolle des Mogulreiches im kulturellen Austausch zwischen Indien und Persien. Die persische Sprache musste zwar 1835 im Machtbereich der Britischen Ostindien-Kompanie dem Englischen als Schul- und Amtssprache weichen, seine über Jahrhunderte beherrschende Stellung als Hof-, Behörden- und Literatursprache der Moguln manifestiert sich aber noch heute unter anderem in dem hohen Anteil persischer Lehnwörter in nordindischen Sprachen und der Pflege traditioneller Dichtformen. Die klassische Hindustani-Musik bedient sich verschiedener Instrumente persischen Ursprungs, die in der Mogulzeit ihren Weg nach Nordindien fanden. Auch die nordindische Küche (Mughlai-Küche) weist persische und vorderasiatische Einflüsse in der Verwendung bestimmter Zutaten (Fleischsorten wie Lamm und Hammel; Hefe für Backwaren; Mandeln, Pistazien und Rosinen als Gewürze) und bei Bezeichnungen vieler Gerichte (besonders Fleisch- und Süßspeisen) auf.